# Cathédrale Saint-Martin de Lucques
Cette  cathédrale n’est pas la seule cathédrale Saint-Martin.
La cathédrale de Lucques ou cathédrale Saint-Martin (en italien : Duomo di Lucca ou cattedrale di San Martino) est la cathédrale de la ville de Lucques, en Toscane, en Italie. Elle est en grande partie de style roman toscan du XIe au XIIIe siècle et présente de remarquables façades de marbre blanc et de couleurs finement sculptées et marquetées.
Elle est dédiée à saint Martin de Tours.

## Histoire

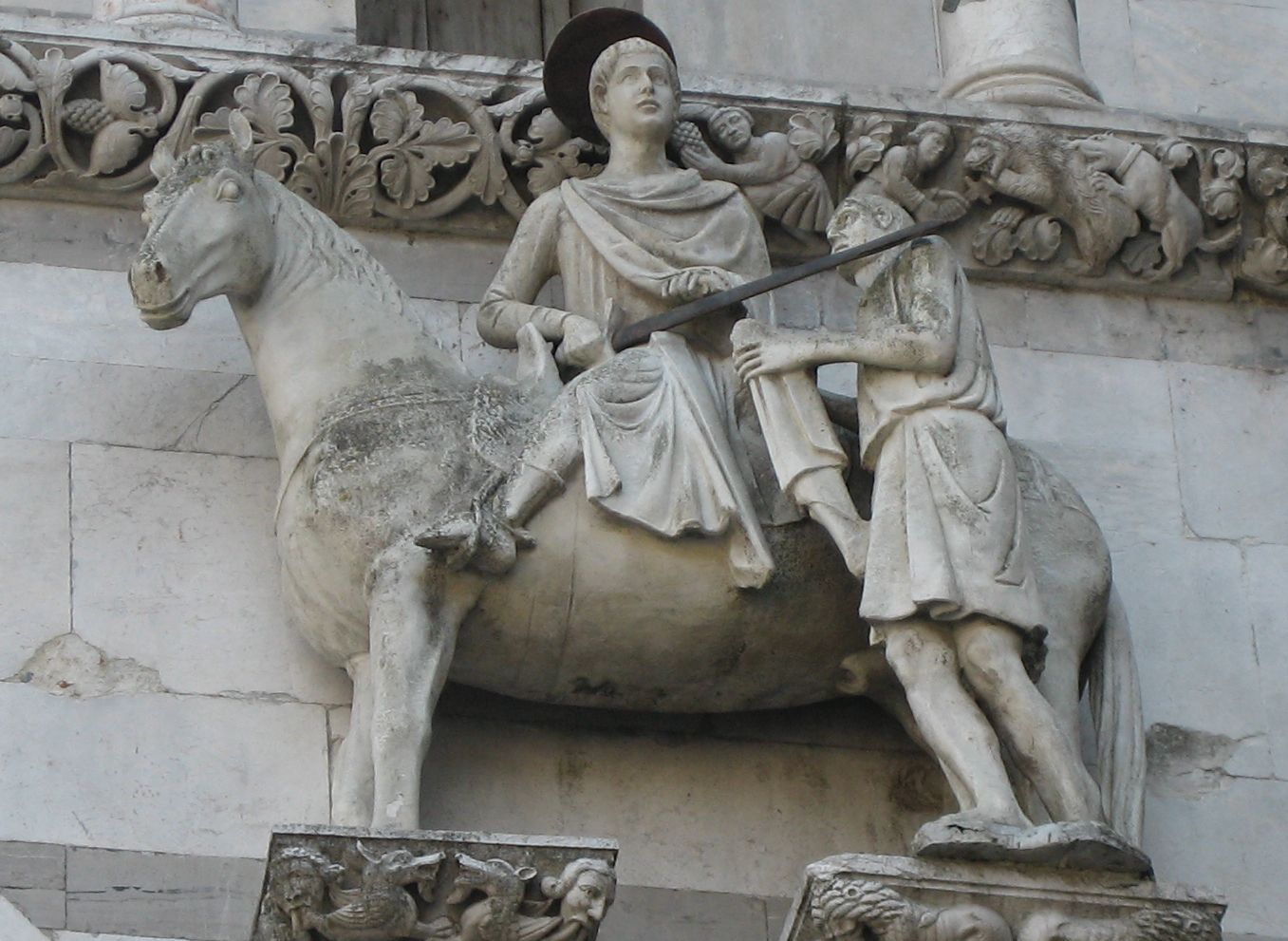
Détail de la façade : saint Martin partage son manteau avec un pauvre.

Fondée au VIe siècle, la cathédrale est reconstruite au XIe siècle. L'édifice actuel fut consacré en 1070 et achevé au XIIIe siècle par une large reconstruction. L'intérieur a été refait aux XIVe et XVe siècles. Elle mesure 84 m de long par 27 m de large et 27,50 m de hauteur.

## Architecture

### Vues d'ensemble

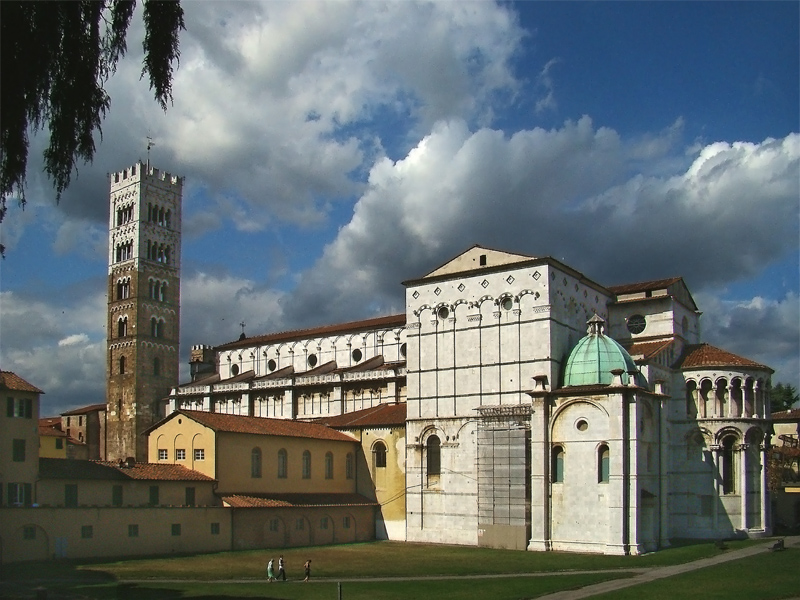
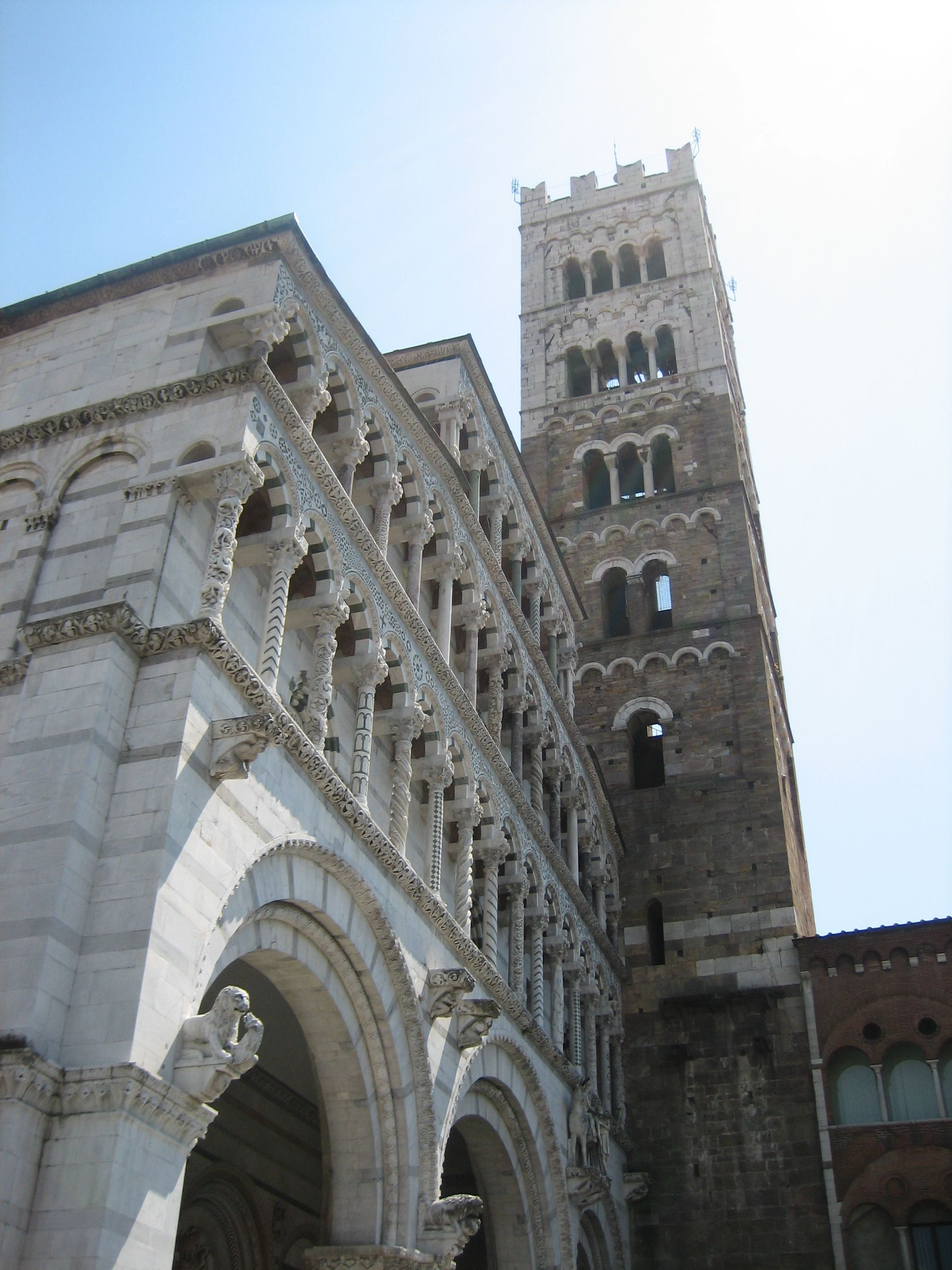
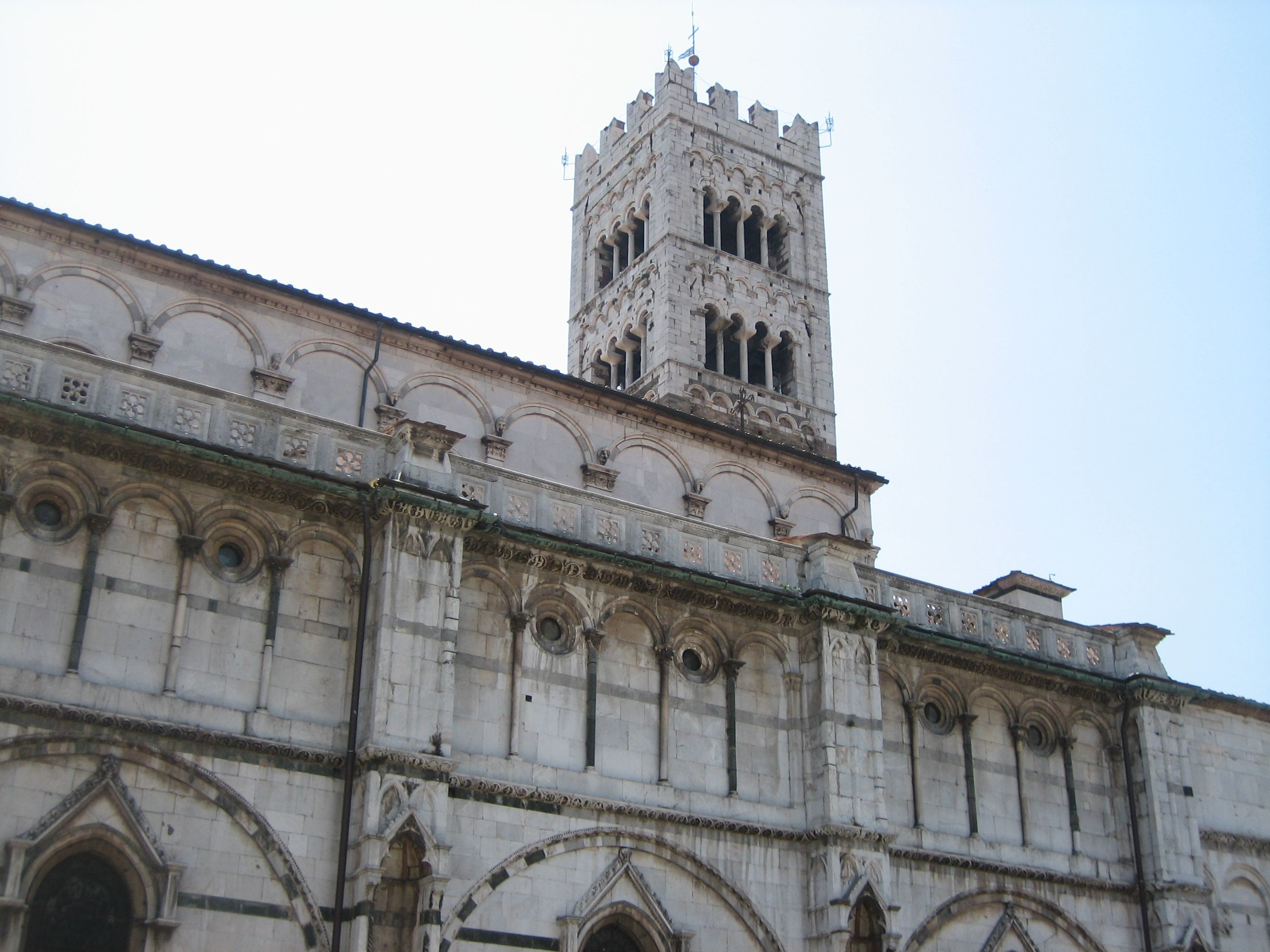
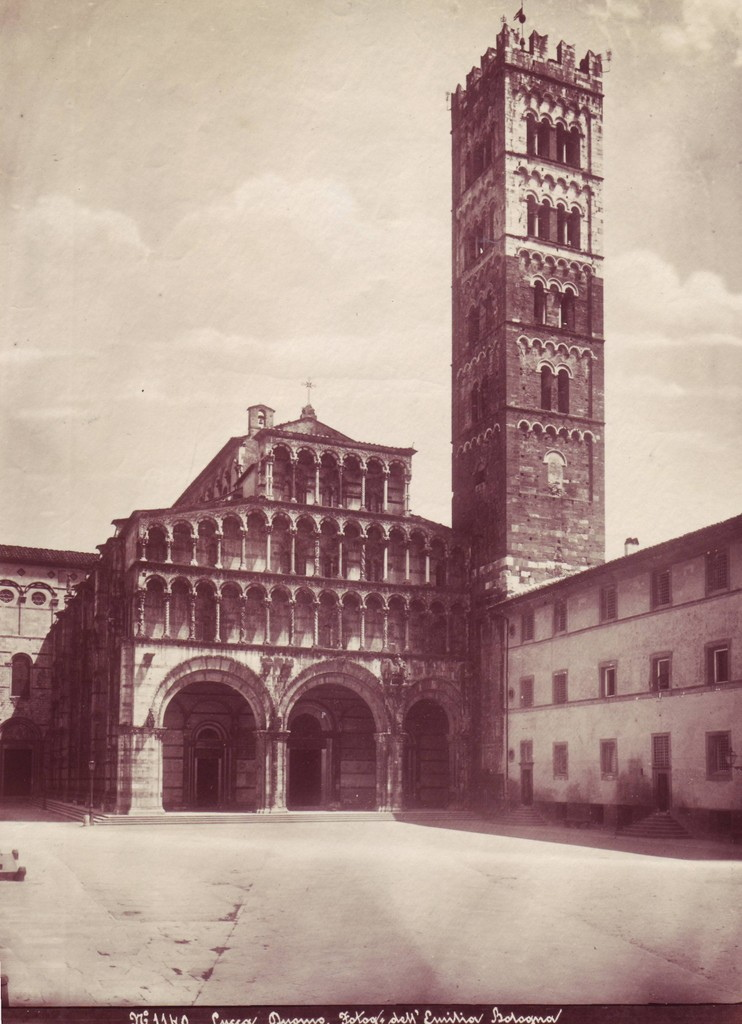
La cathédrale de Lucques dans les années 1880.

### Extérieur
L'édifice est de style roman pisan.
La riche façade joue sur le rythme des colonnettes de trois galeries aveugles superposées, sur la sculpture (dont, au niveau du portail gauche, une Déposition sur le tympan   et une Annonciation - Nativité - Adoration des rois mages, sur le linteau, deux œuvres  de Nicola Pisano)  et sur la richesse des marqueteries de pierre.
La façade est asymétrique (à cause du campanile voisin, préexistant). Le campanile est en brique à la base, et en marbre dans les parties hautes. Comme il est classique dans ce type d'édifice, les fenêtres à chaque étage sont divisées en plusieurs sous-fenêtres, soit une ouverture au premier niveau, deux ouvertures au deuxième niveau, trois au troisième, etc.

#### Les trois niveaux de colonnade, détails architecturaux sous la triple colonnade

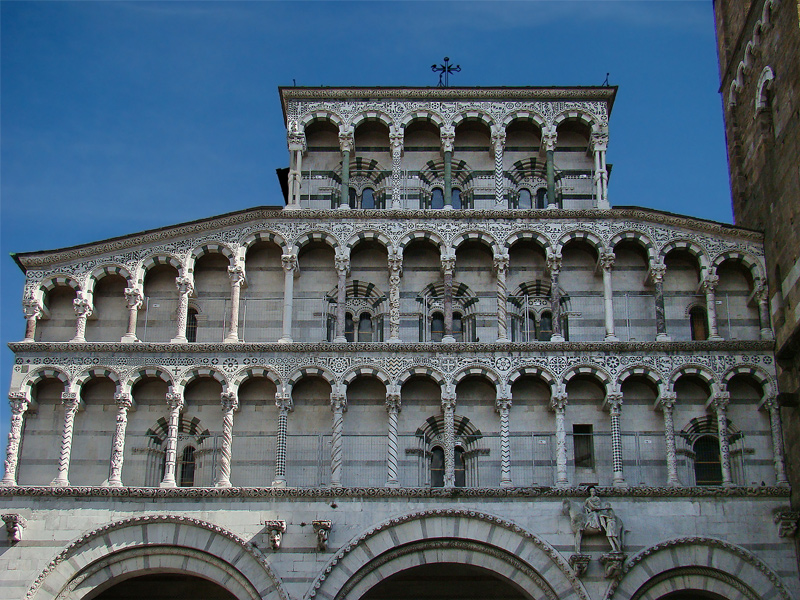
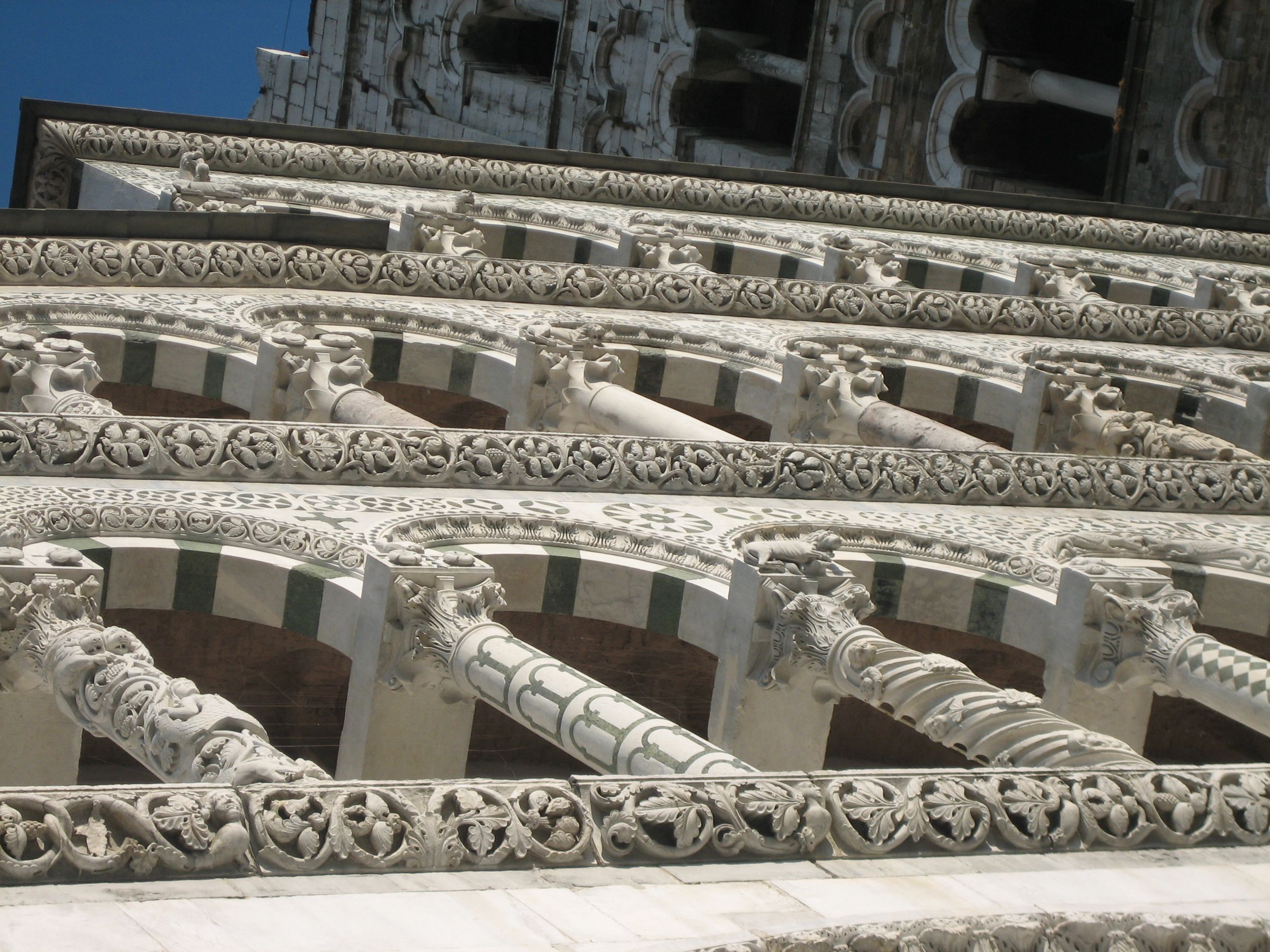
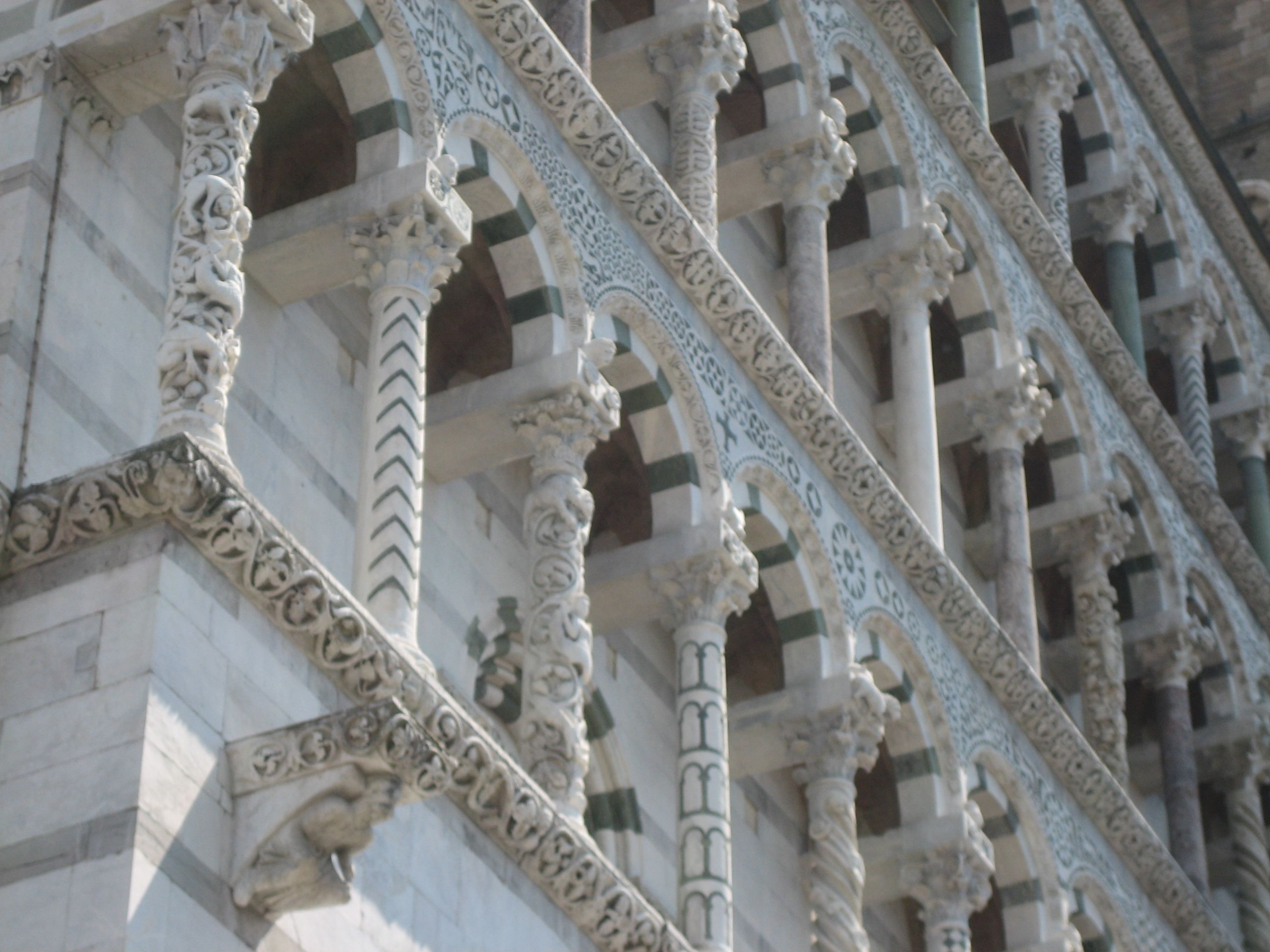
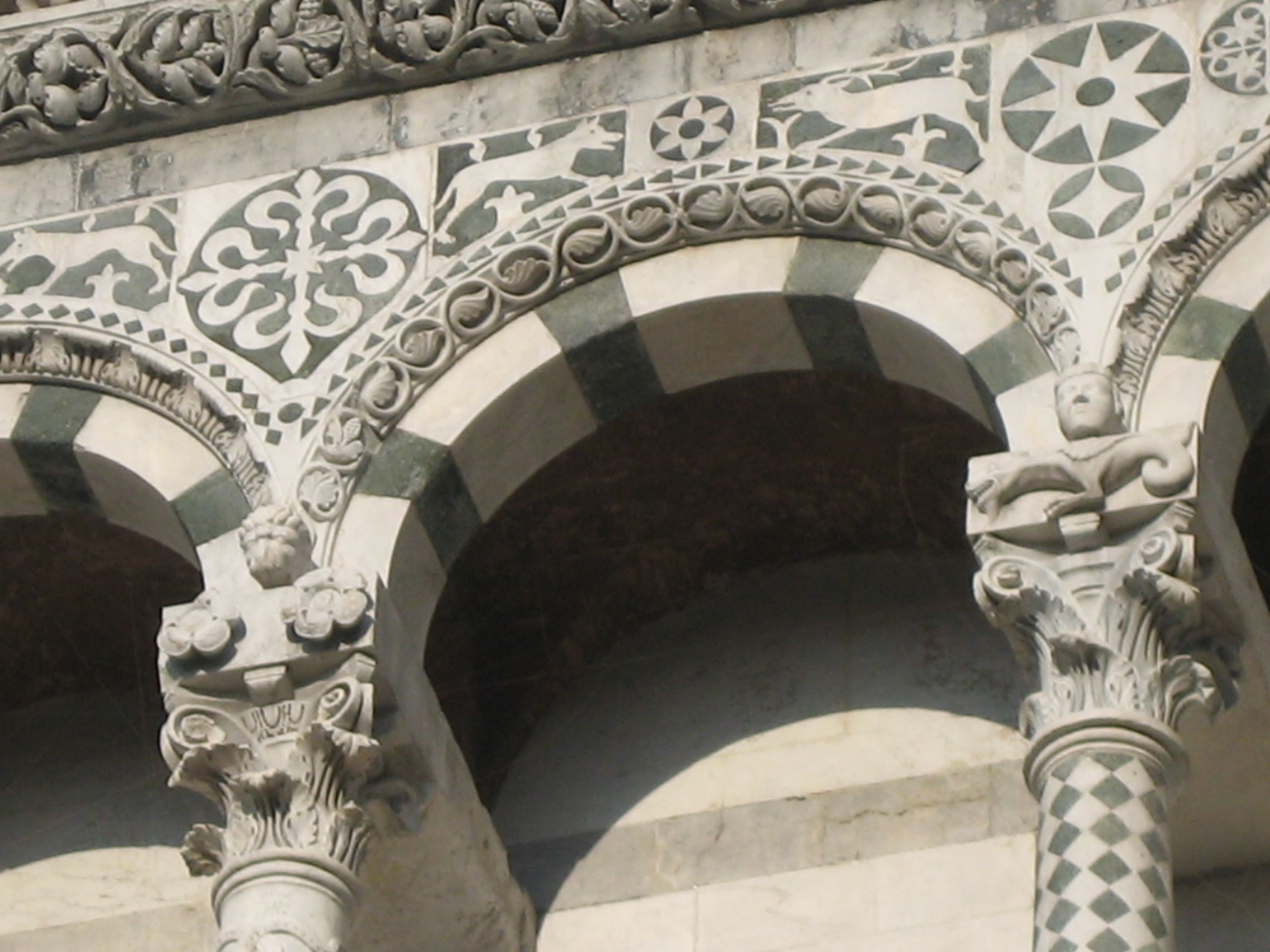
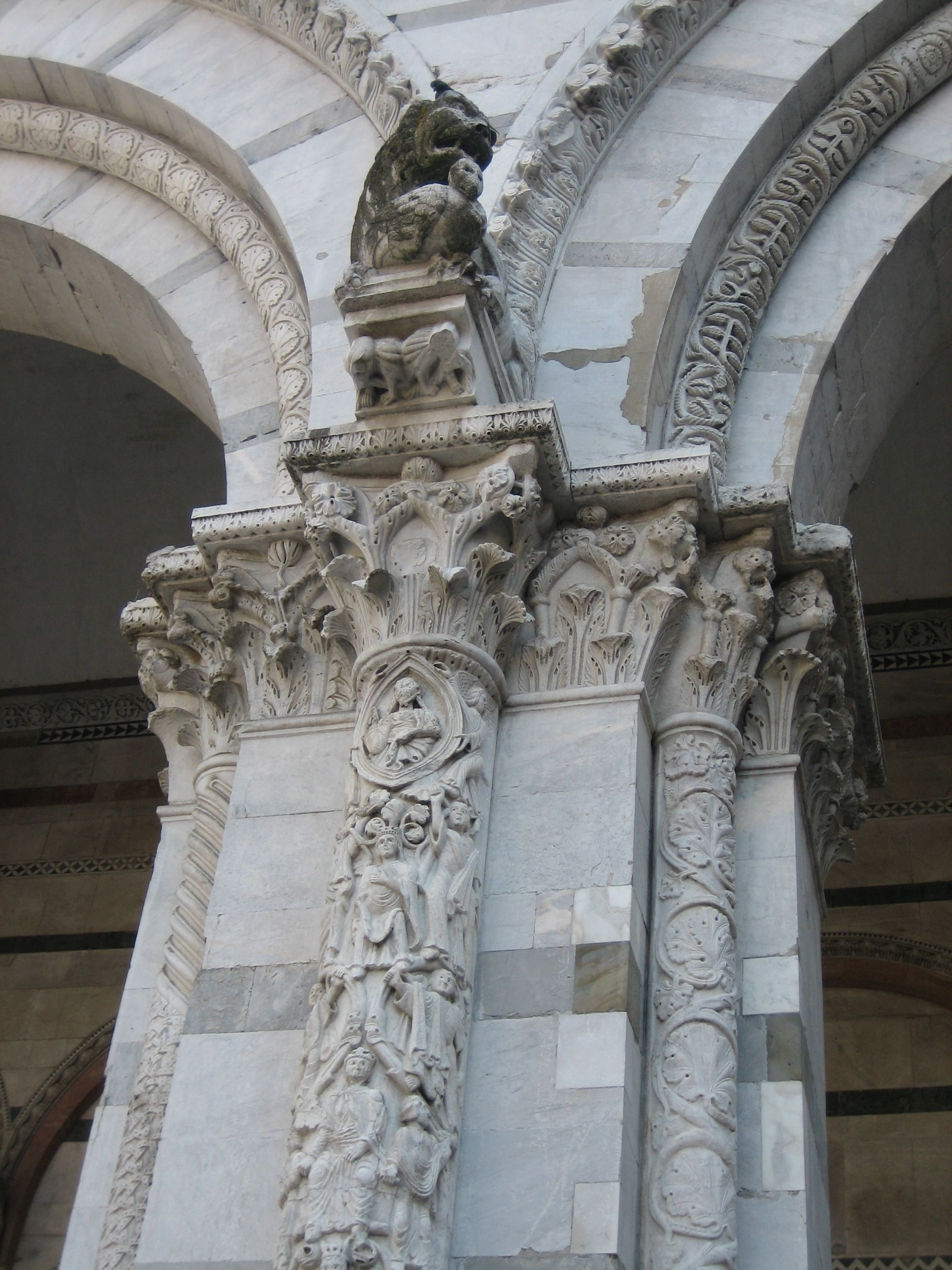
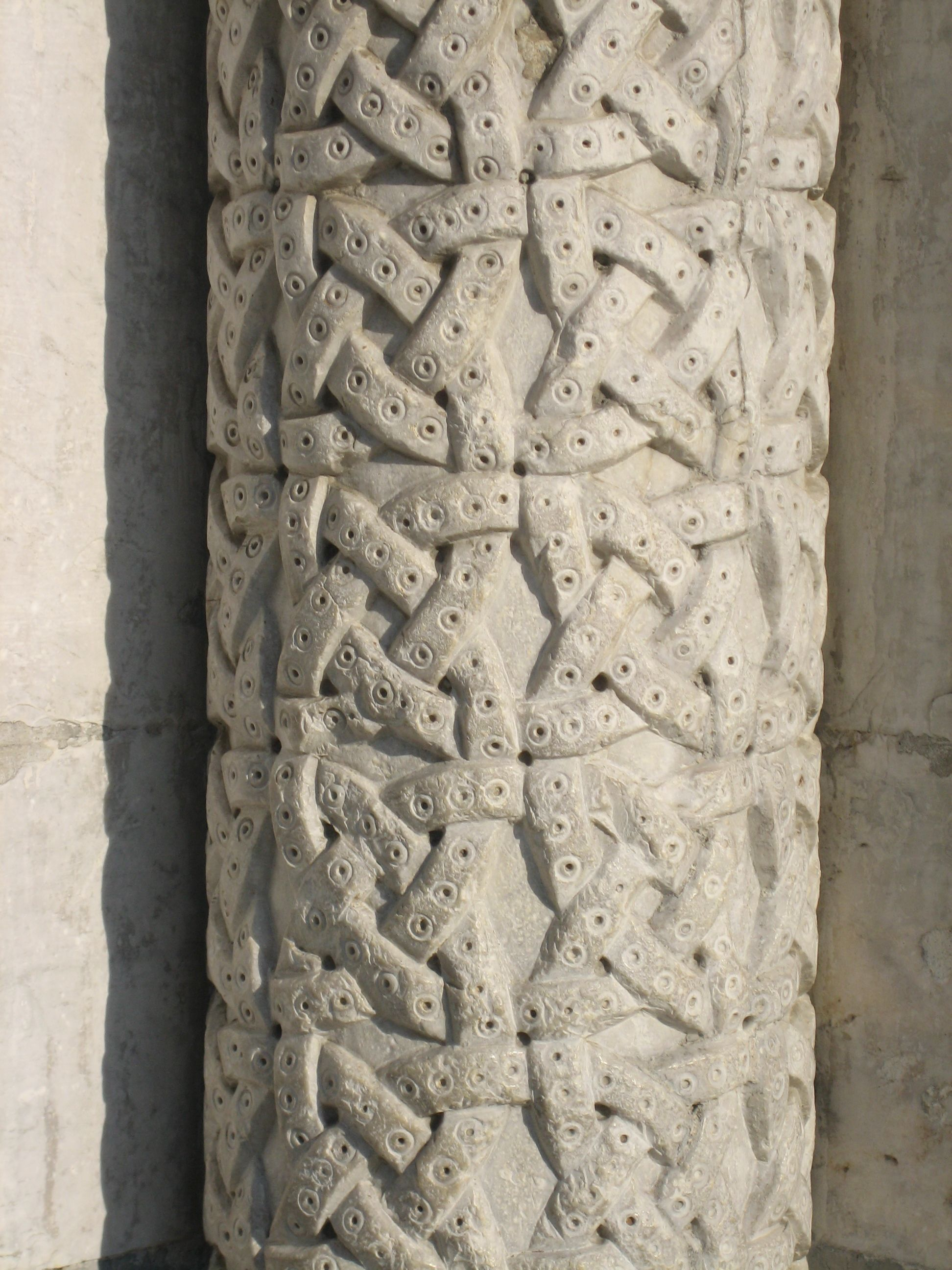
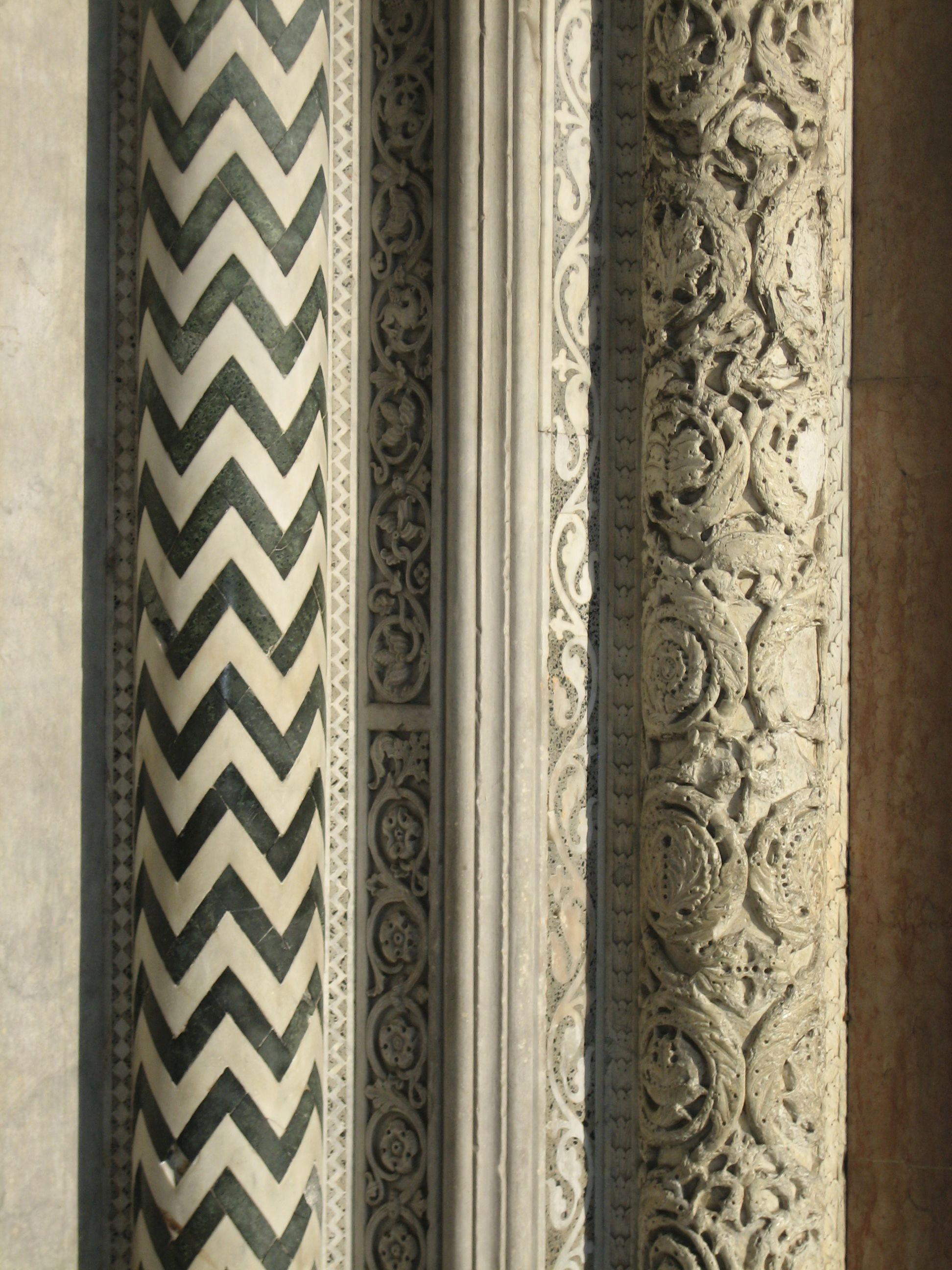
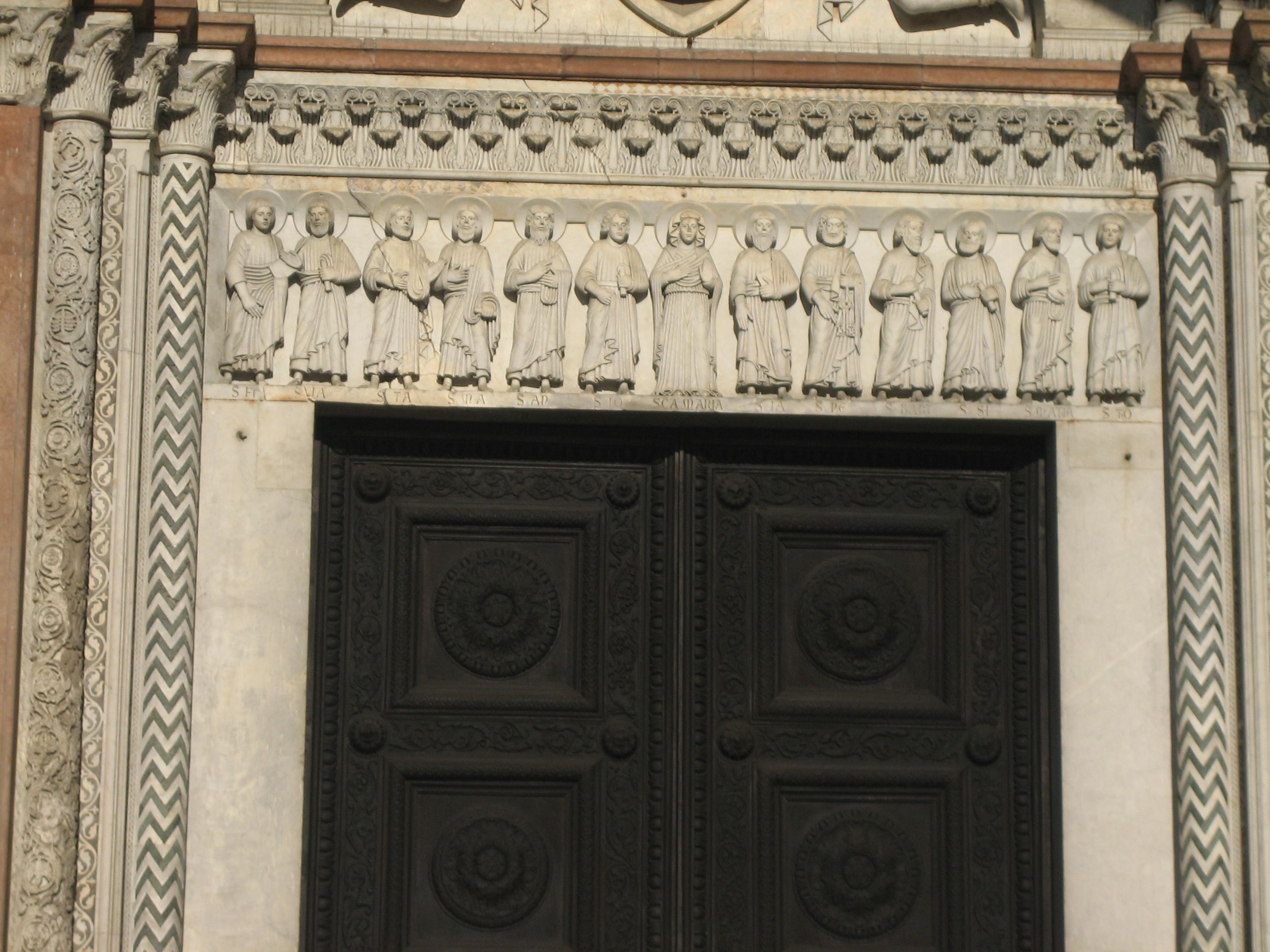
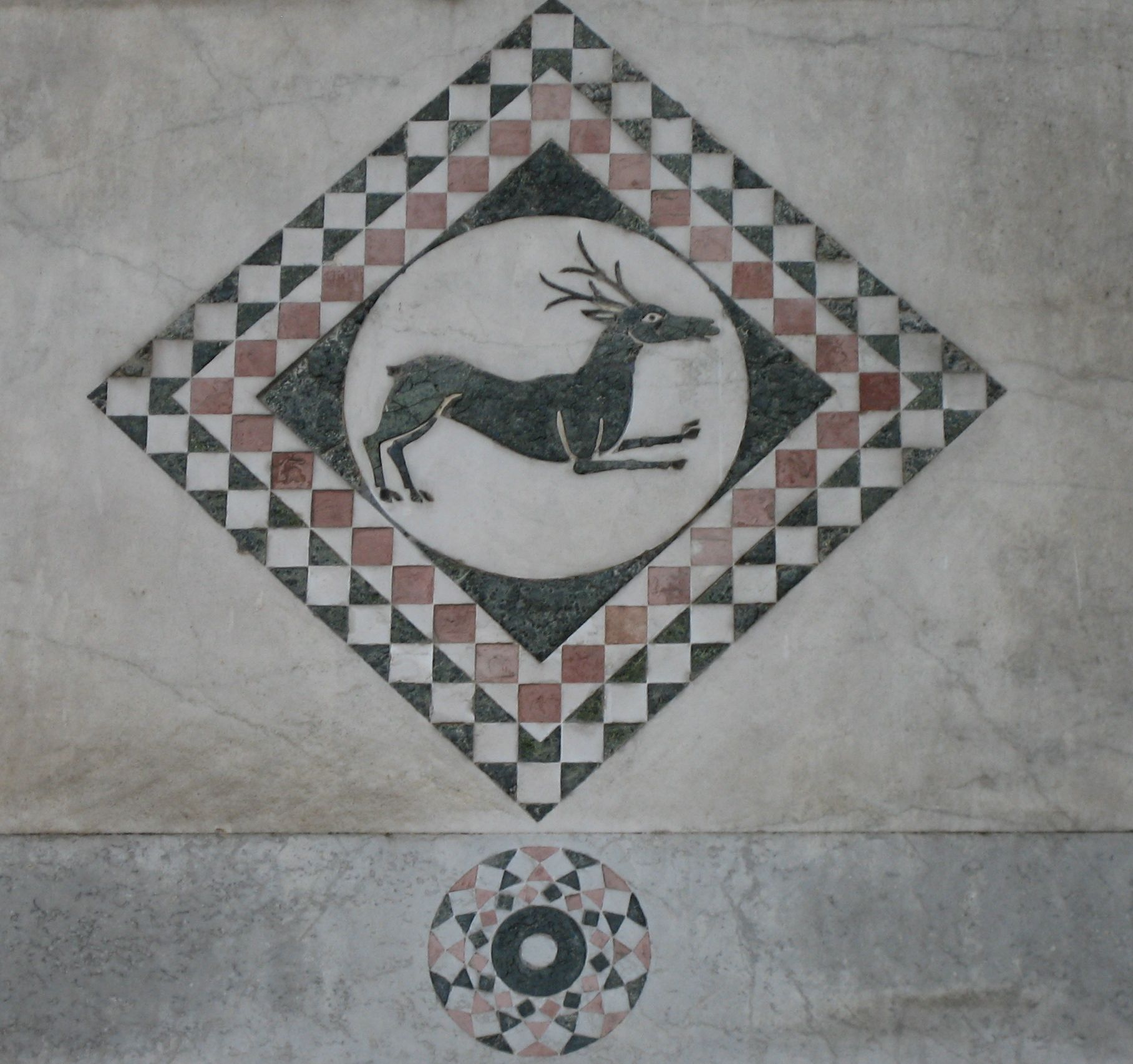
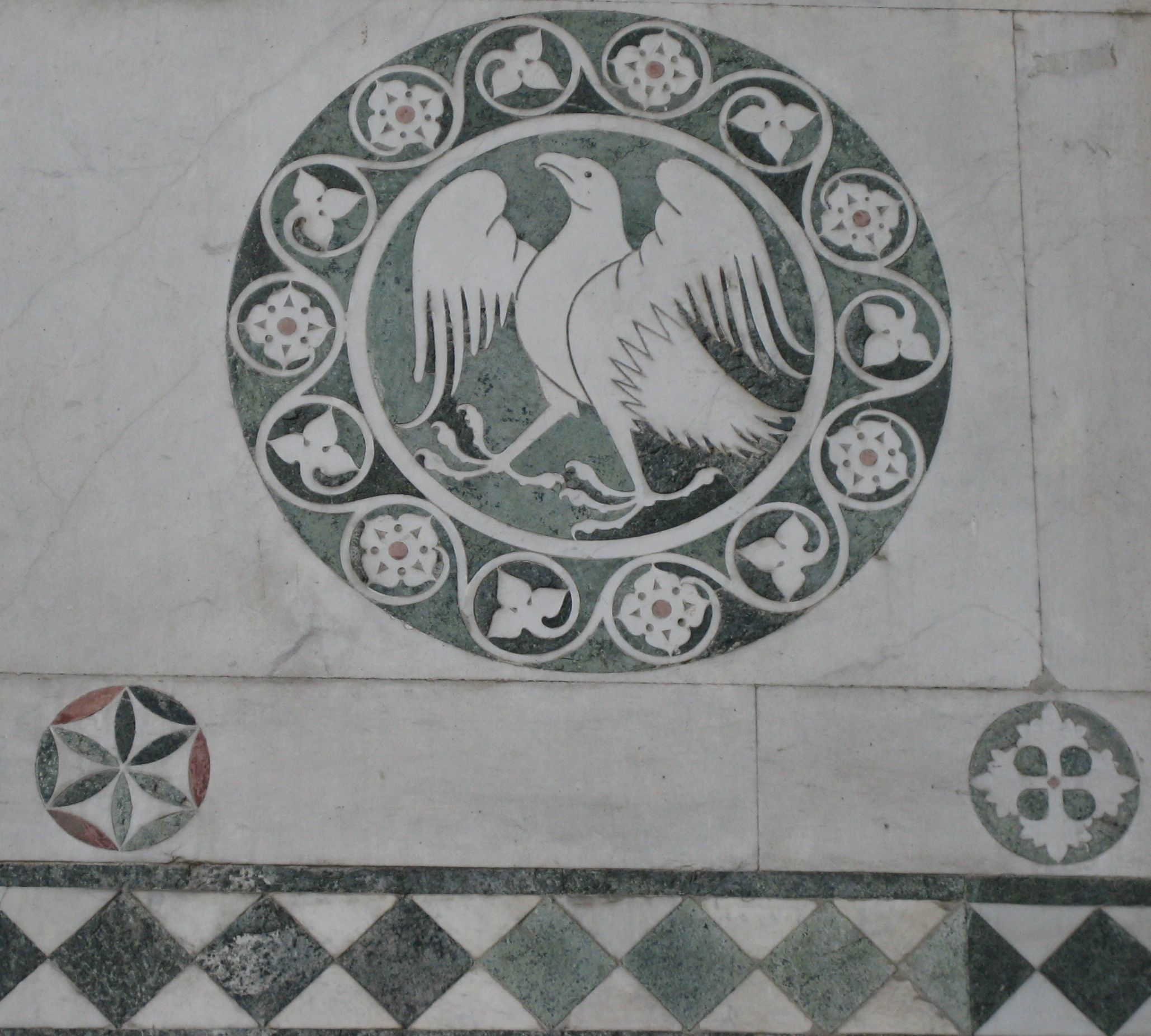
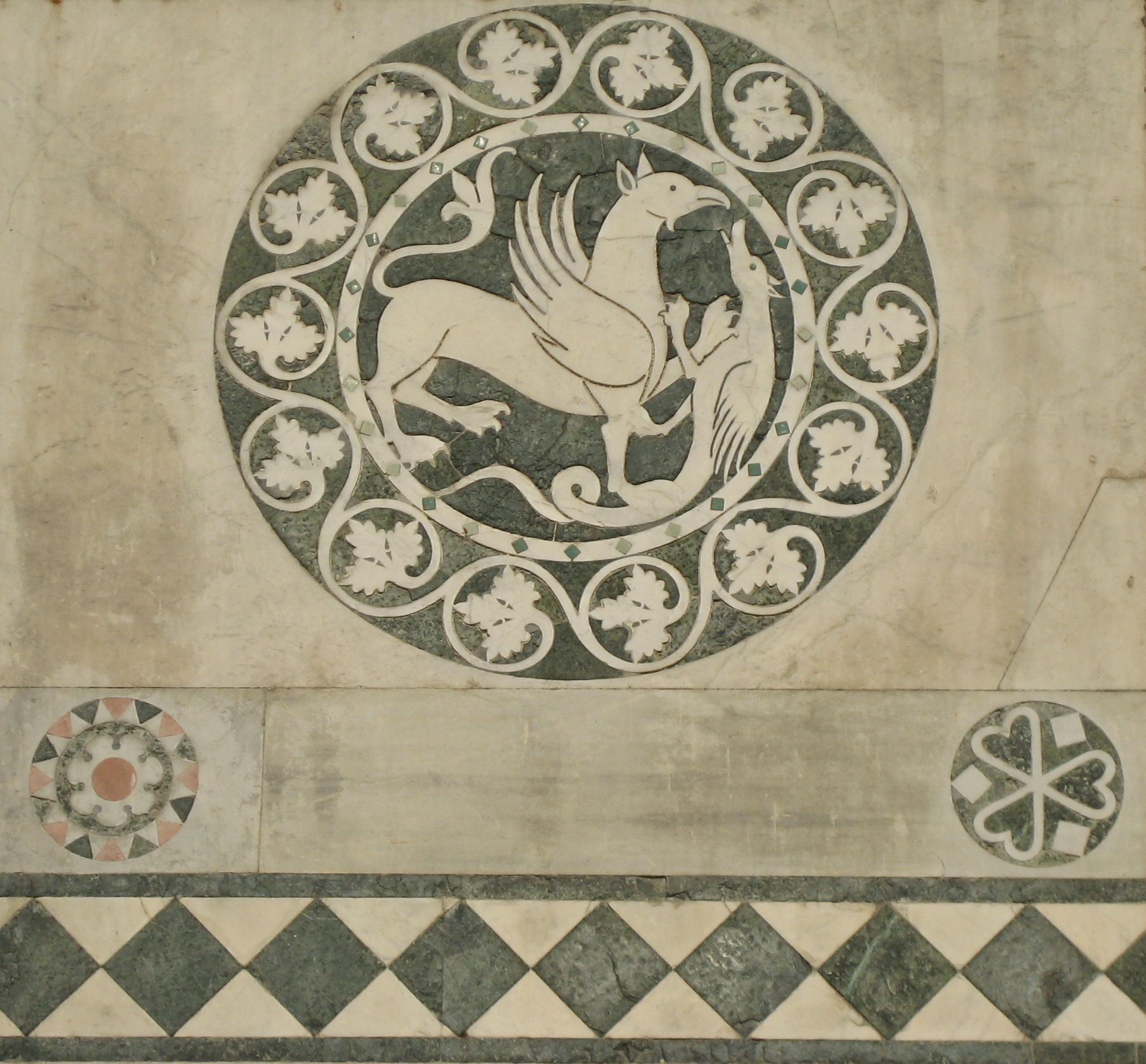
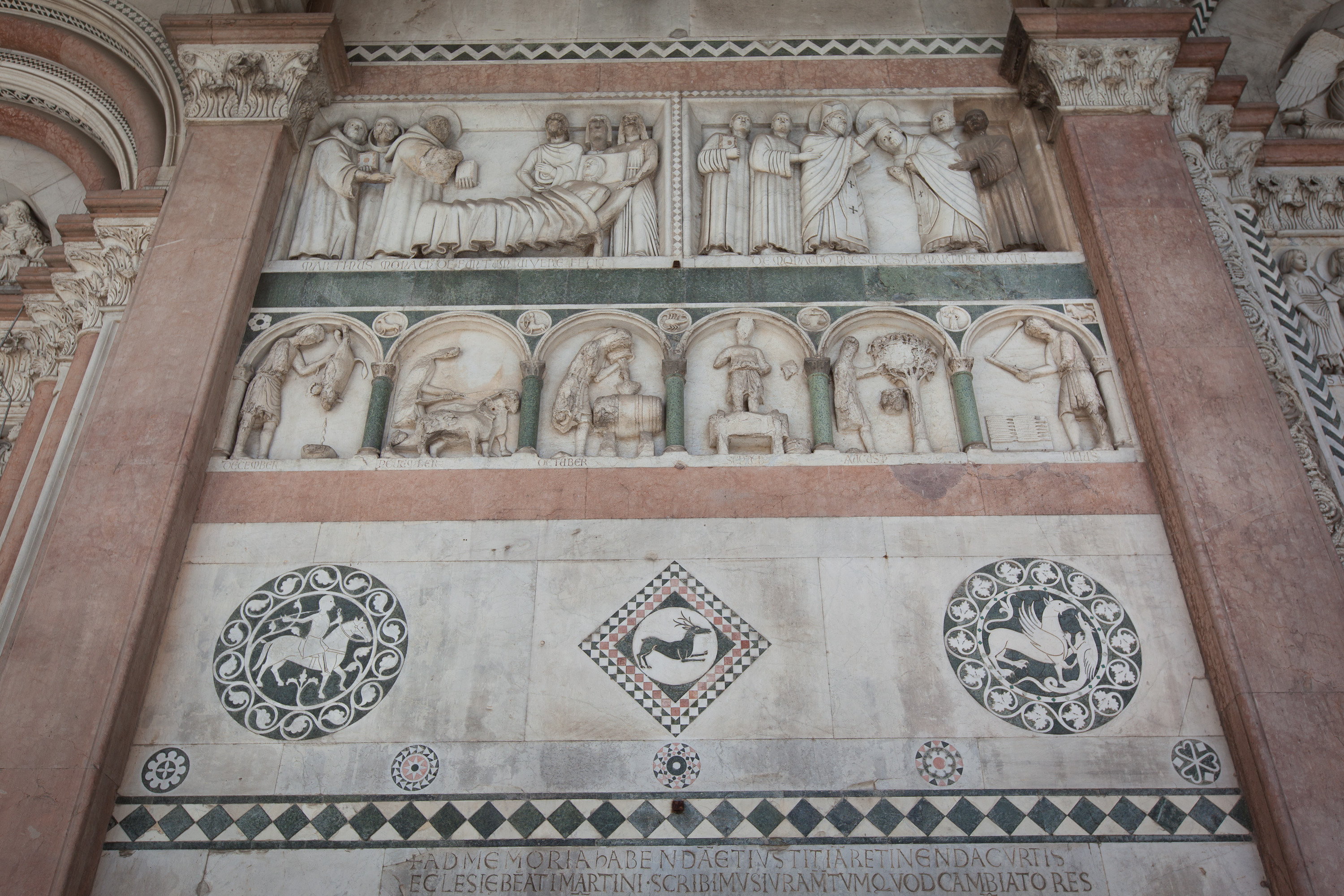

#### La vie de saint Martin en quatre bas-reliefs au-dessus des portes d'entrée du duomo
En légende, les inscriptions latines figurant sous chaque bas-relief.

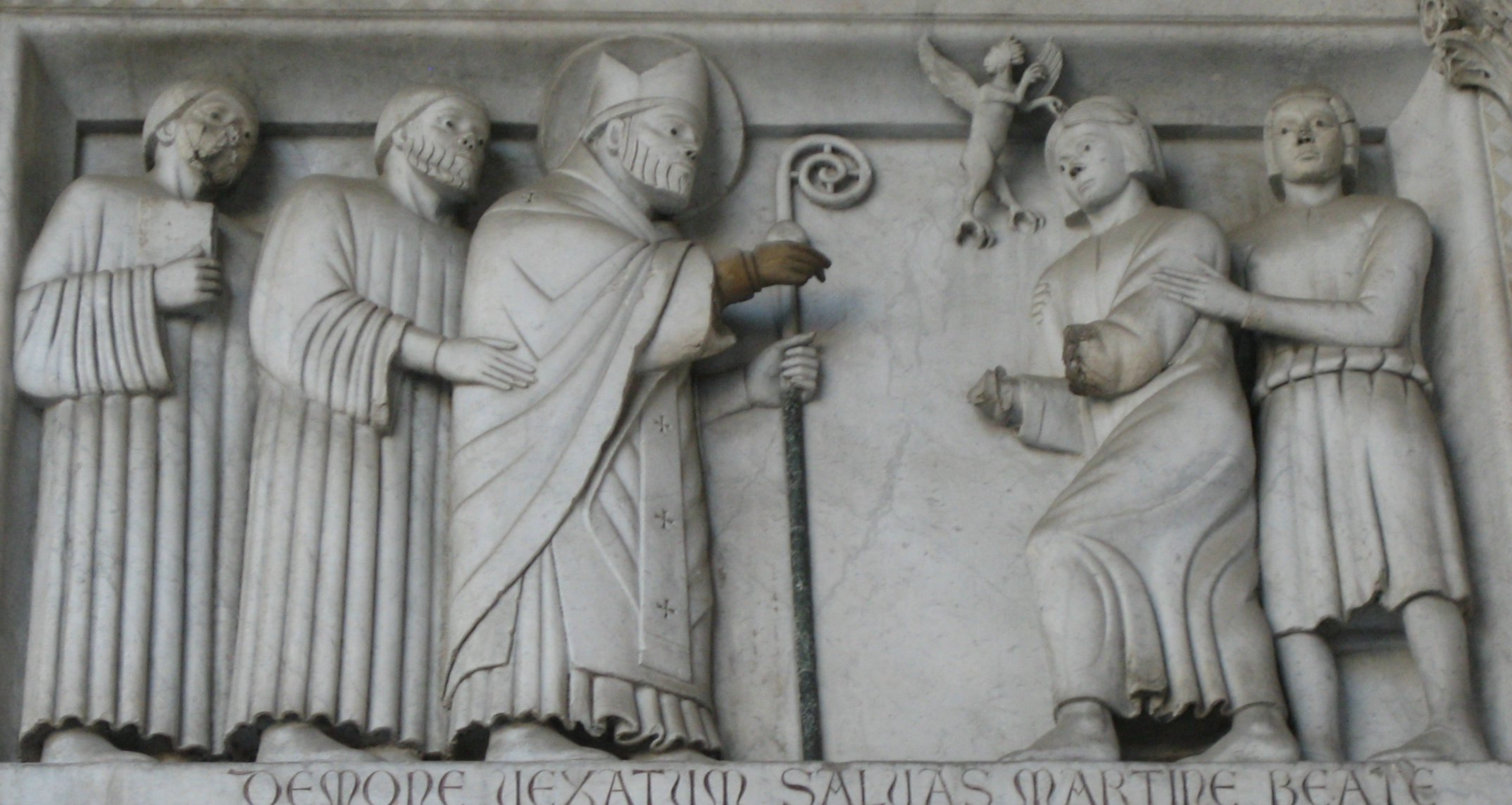
Demone vexatum salvas, Martine beate.
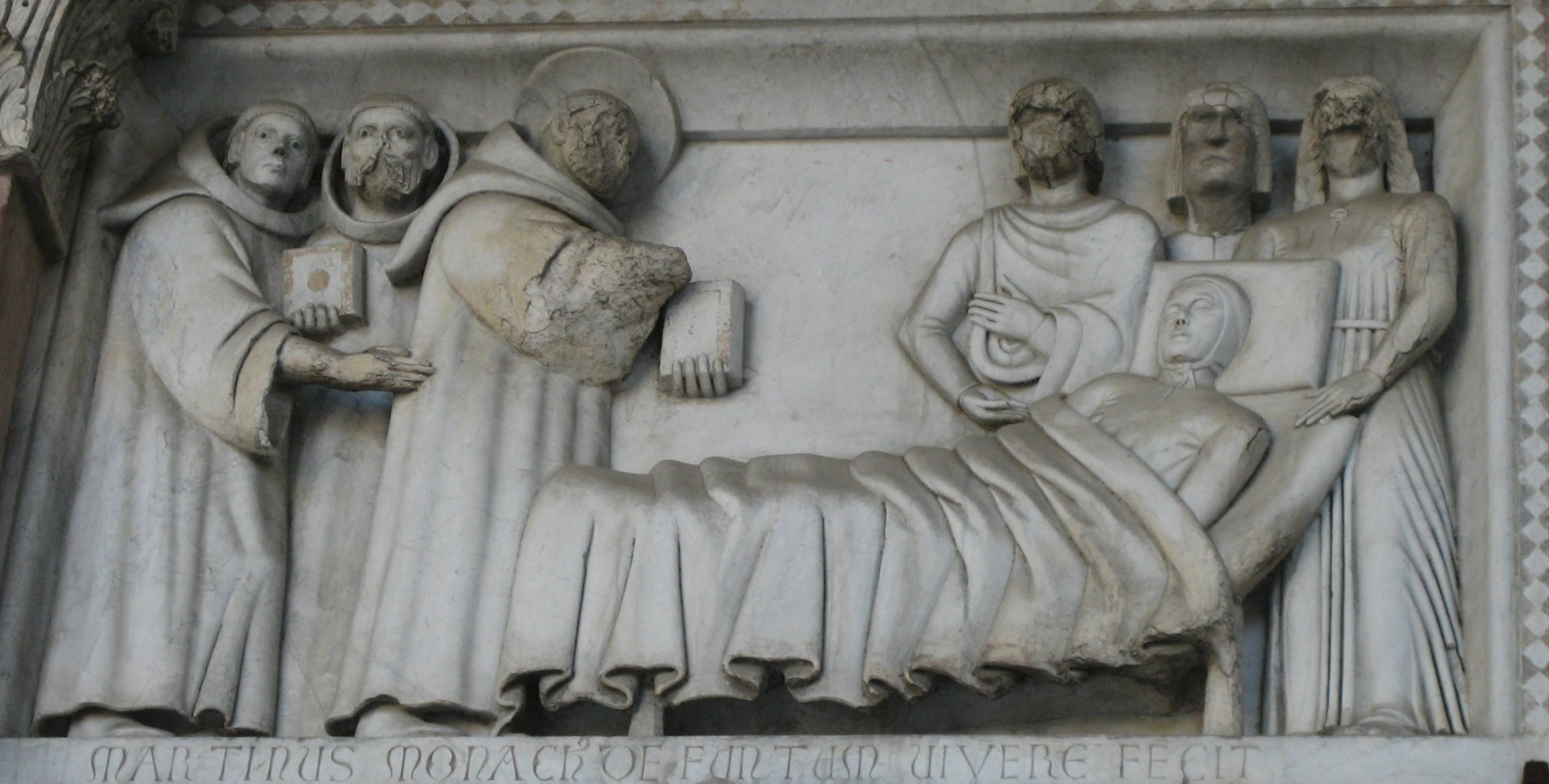
Martinus monachus defuntum vivere fecit.
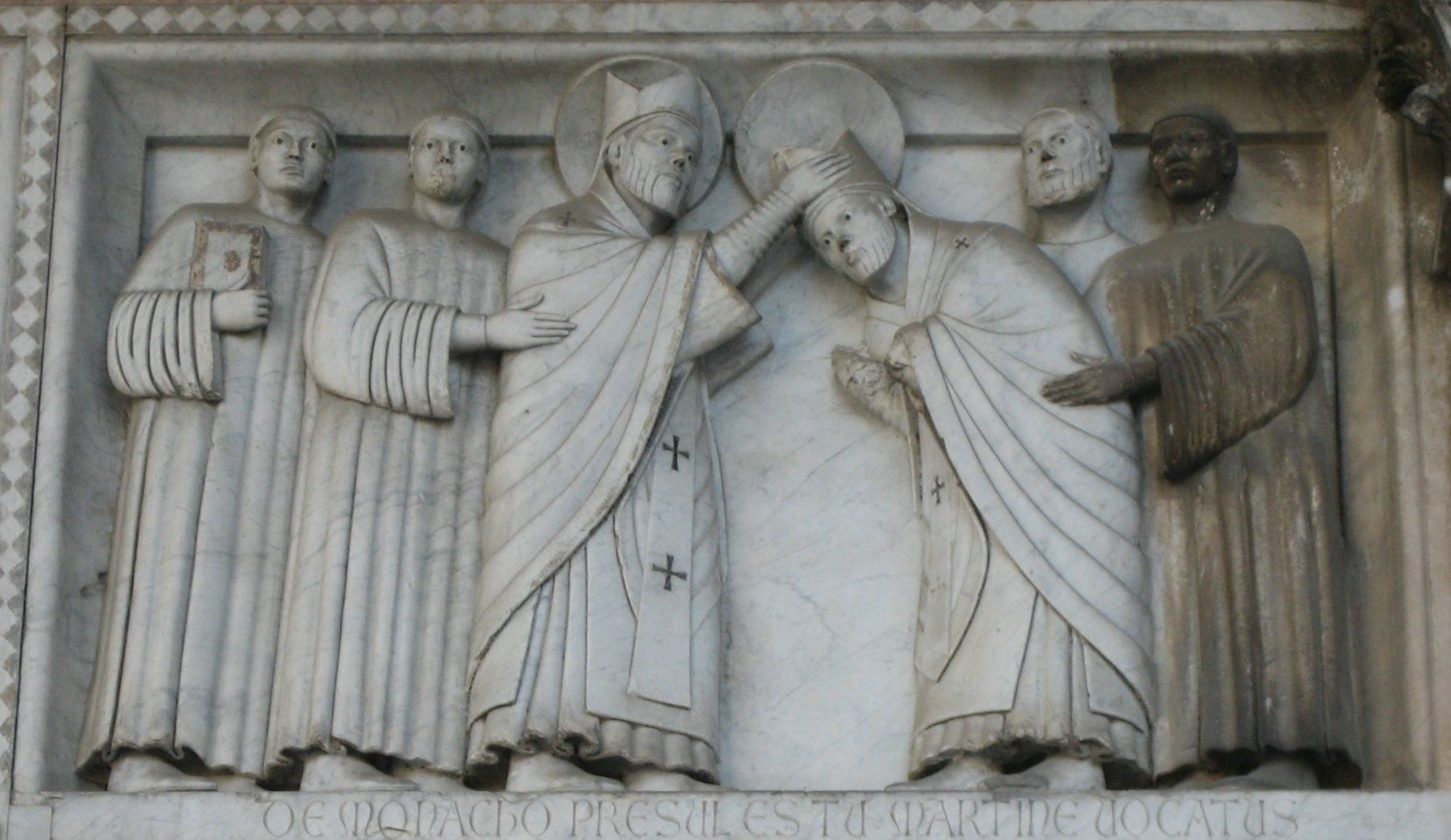
De monacho presul es tu, Martine, vocatus.
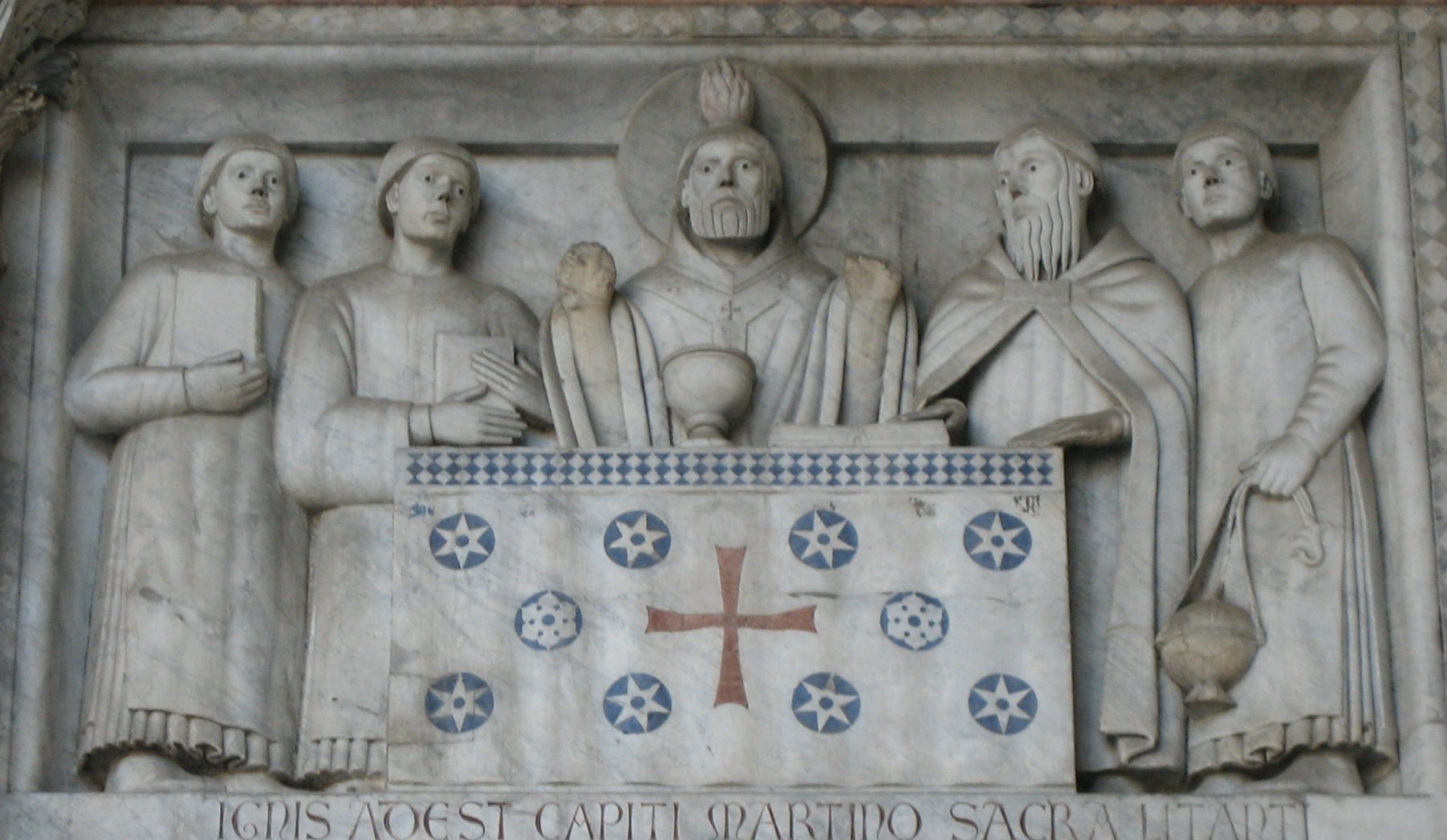
Ignis adest capiti Martino sacra litanti.

#### Labyrinthe
La cathédrale de Lucques comporte un des plus petits labyrinthes d'église. Il est gravé sur un des piliers du portique de la façade, et mesure environ 50 cm de large. Les fidèles suivaient le parcours du doigt : c'est un labyrinthe digital. L'inscription latine gravée à droite du labyrinthe dit : « Hic quem Creticus edit Daedalus est laberinthus de quo nullus vadere quivit qui fuit intus ni Theseus gratis Ariane stamine jutus », ce qu'on peut traduire par : « Ceci est un labyrinthe que bâtit Dédale le Crétois, duquel personne, y ayant pénétré, ne put sortir sauf Thésée, grâce au fil d'Ariane ».

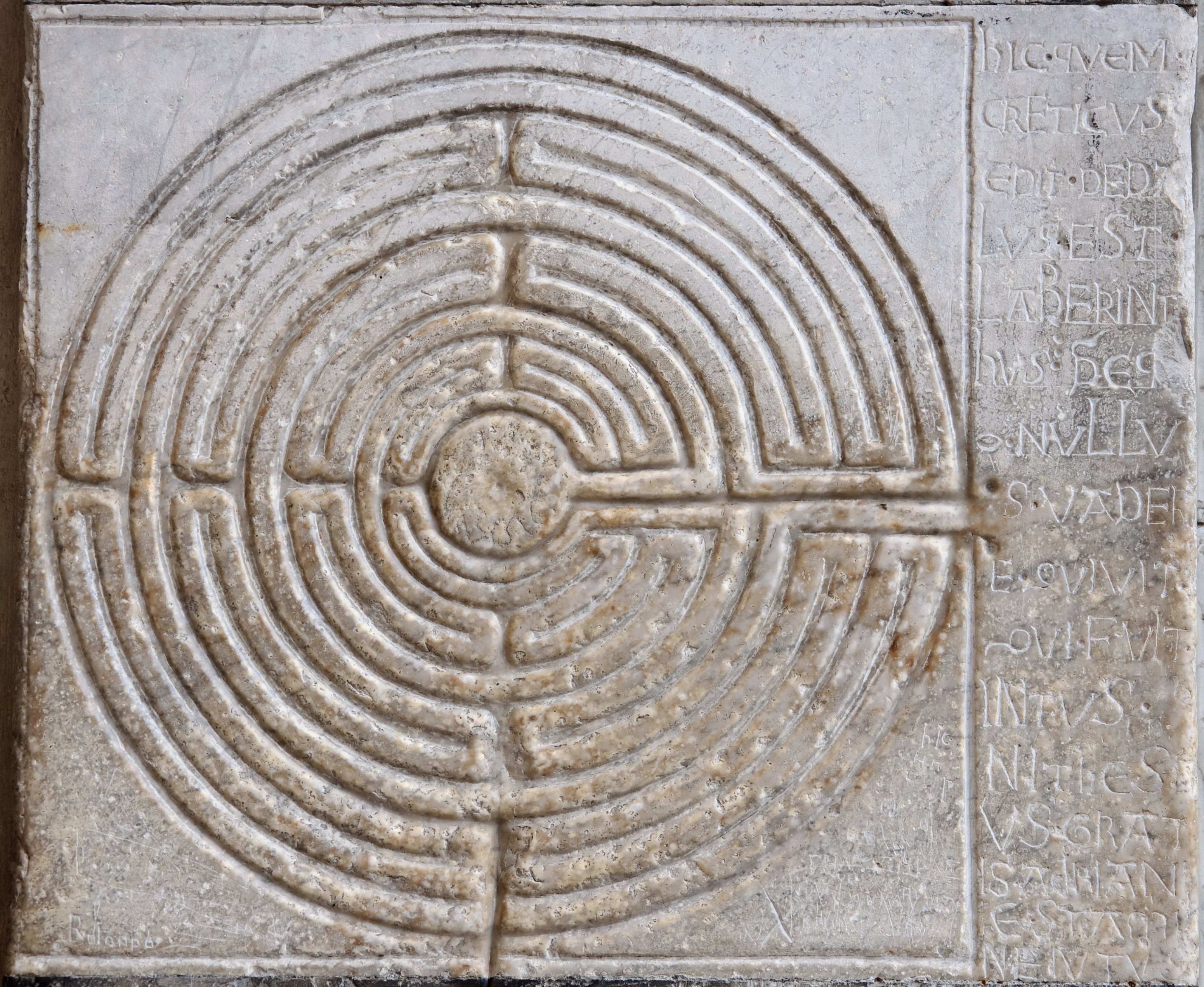
Labyrinthe digital situé à l'entrée de la cathédrale.

### Intérieur
Le sol est entièrement couvert de marbre, avec notamment des marqueteries de motifs géométriques. De robustes piliers rectangulaires soutiennent la nef. Au niveau supérieur se développe une galerie (triforium) plus légère, avec de belles arches.

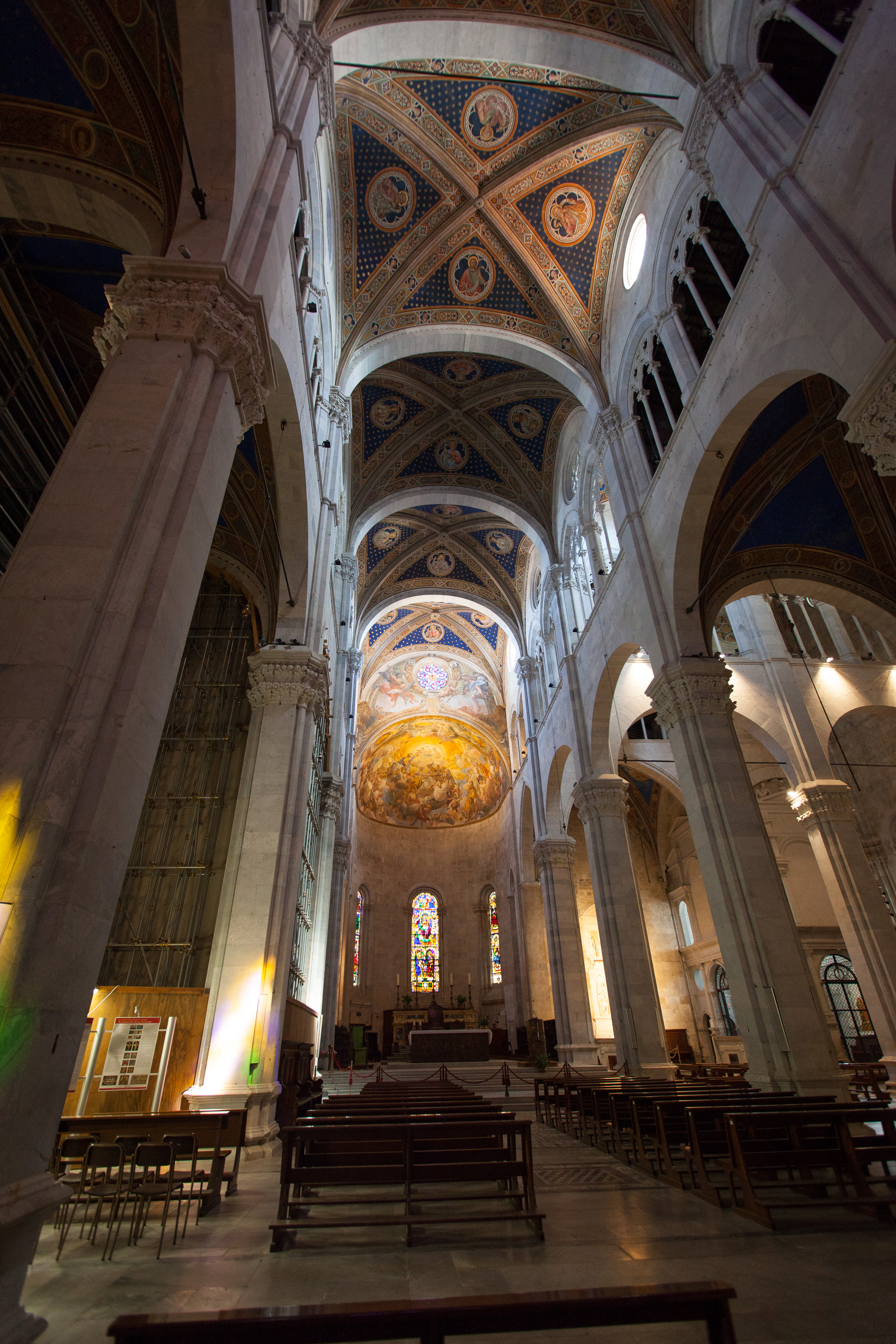
Nef centrale.
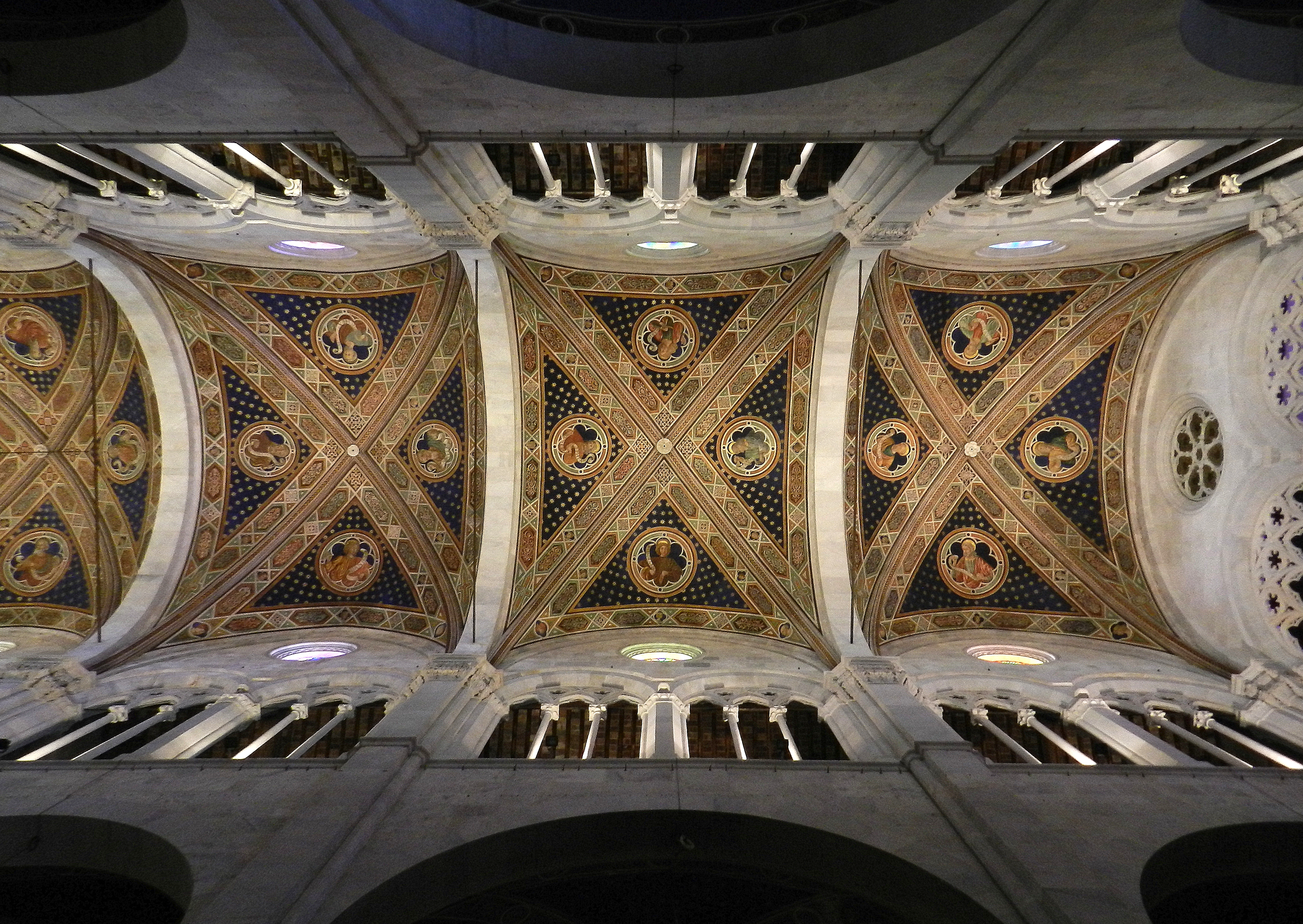
Voûte.
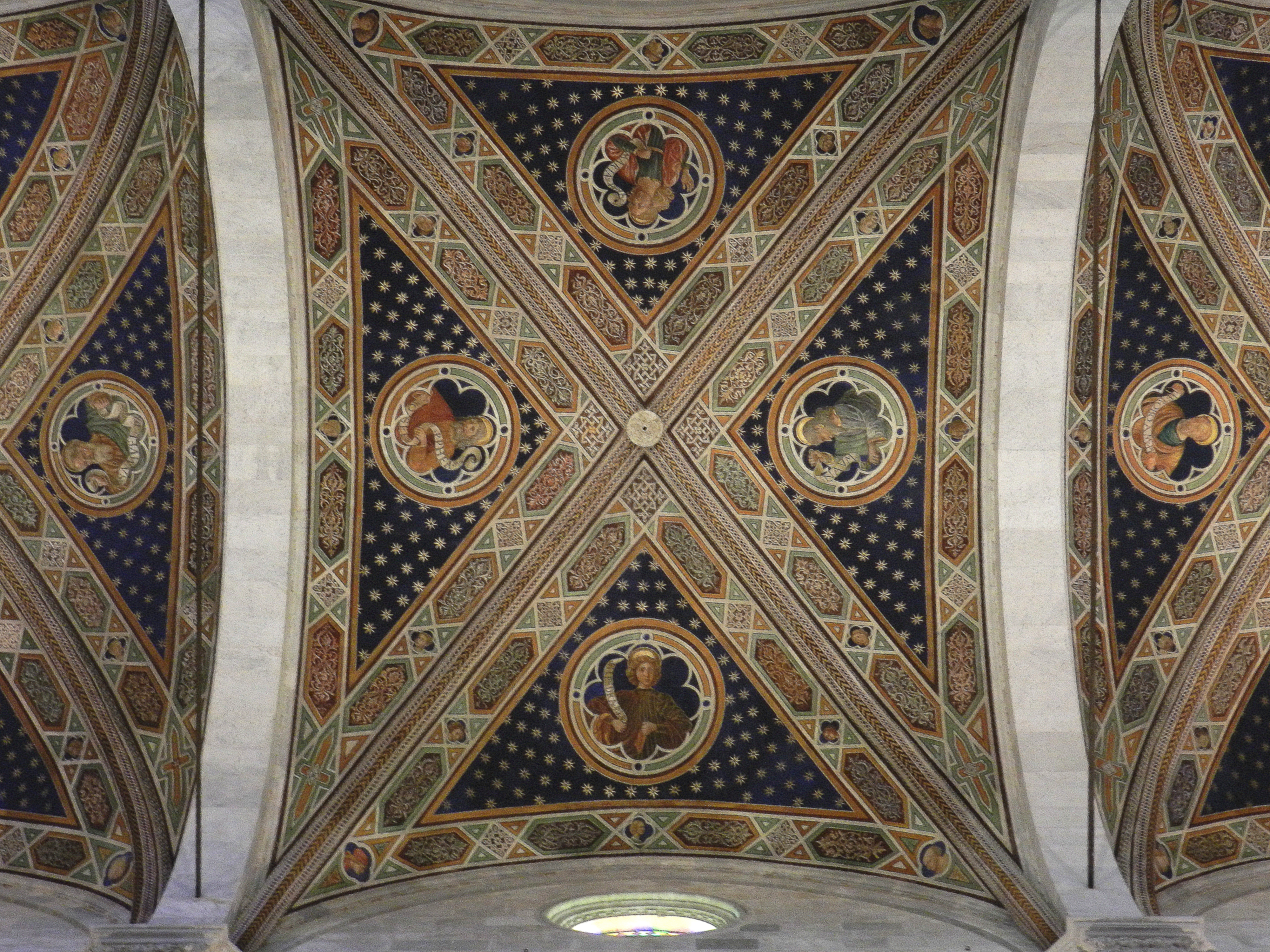
Détail de la voûte.
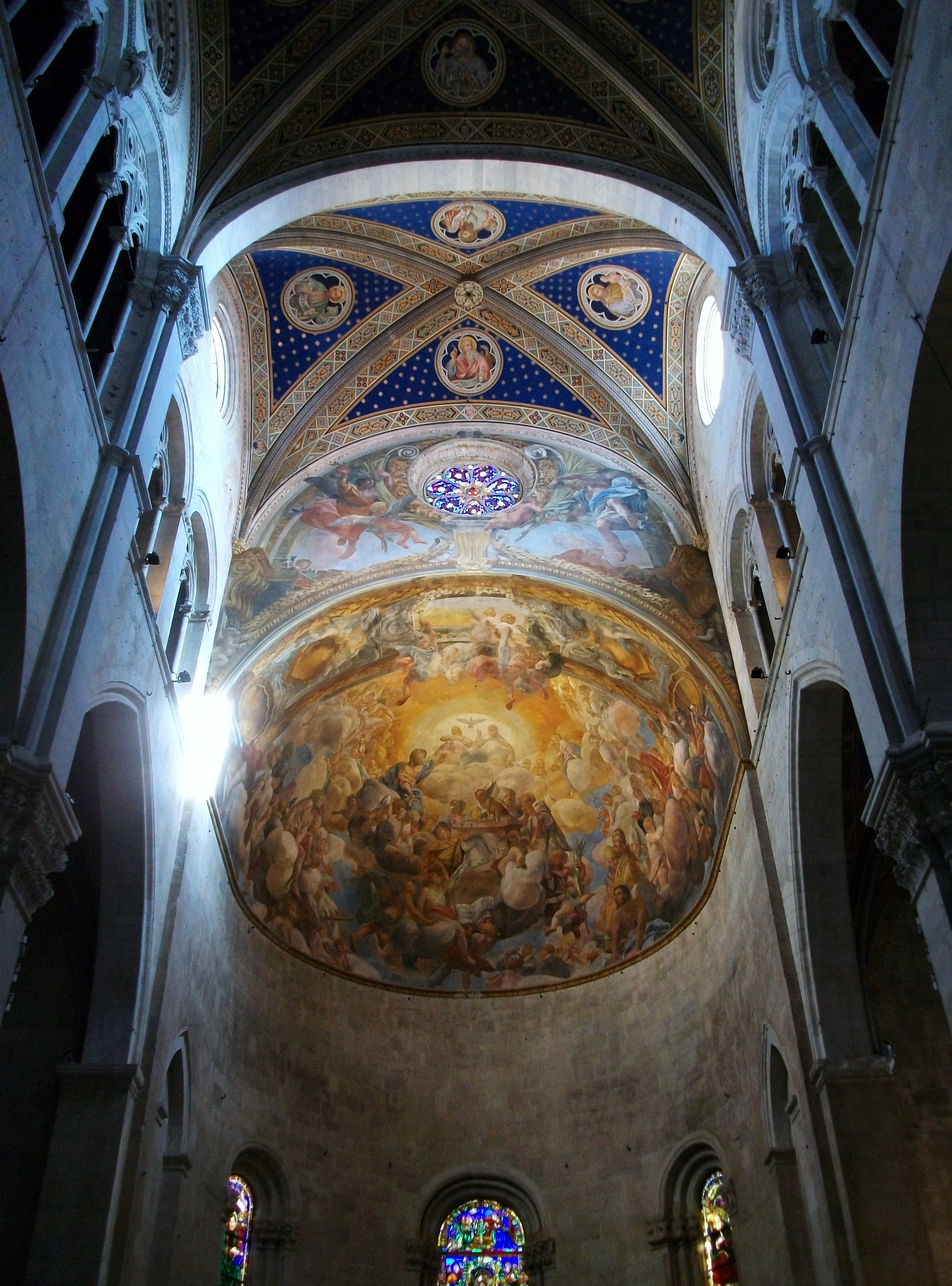
Fresques de l'abside.
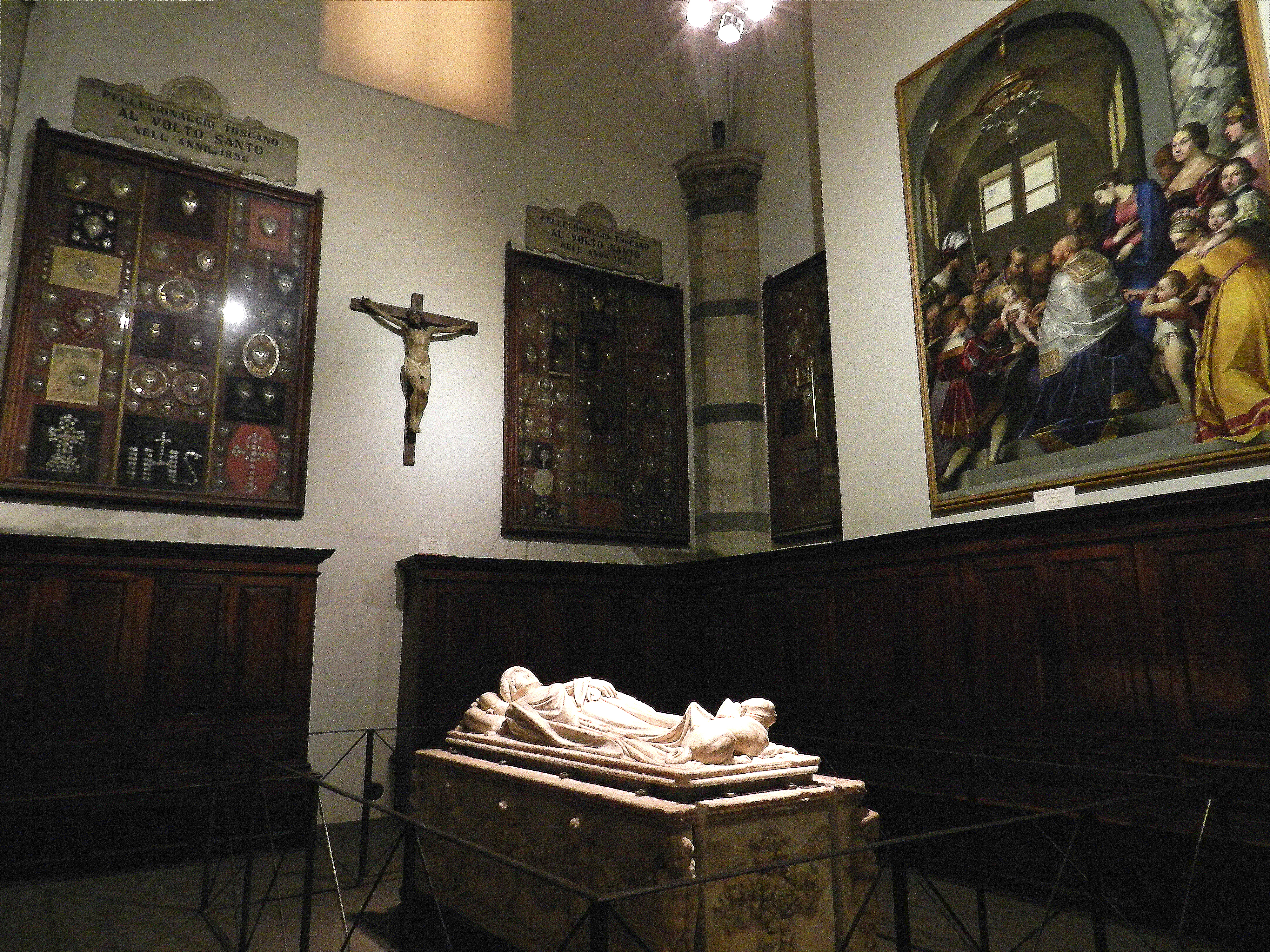
Sacristie avec le monument d'Ilaria del Carretto.

### Cloches du campanile
Le Campanile héberge plusieurs cloches dont l'une sonne toutes les heures.

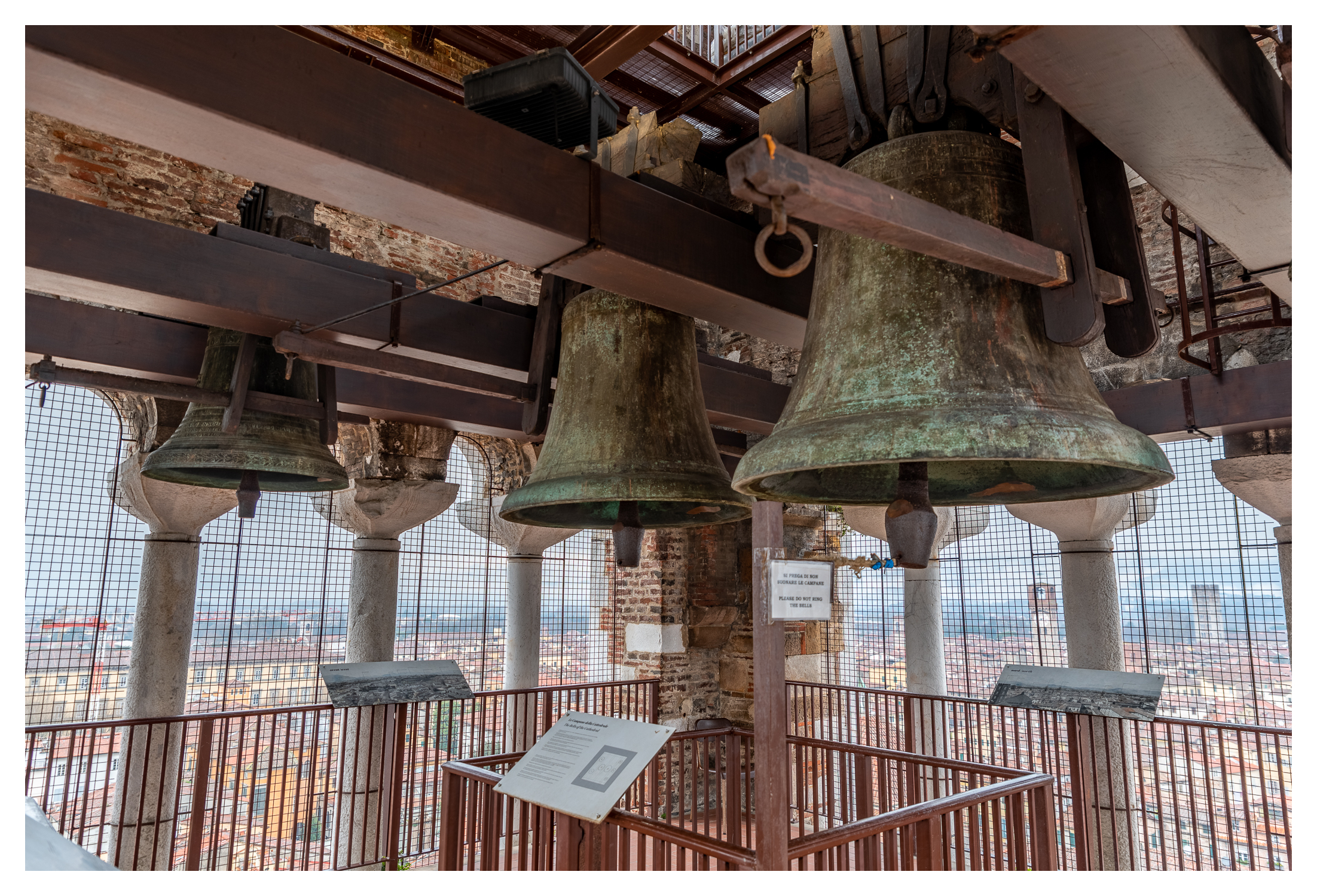
Cloches du campanile de la cathédrale Saint-Martin de Lucques.
- Voici le son de la cloche qui sonne midi.

## Œuvres abritées

### Le tempietto et son Volto Santo di Lucca

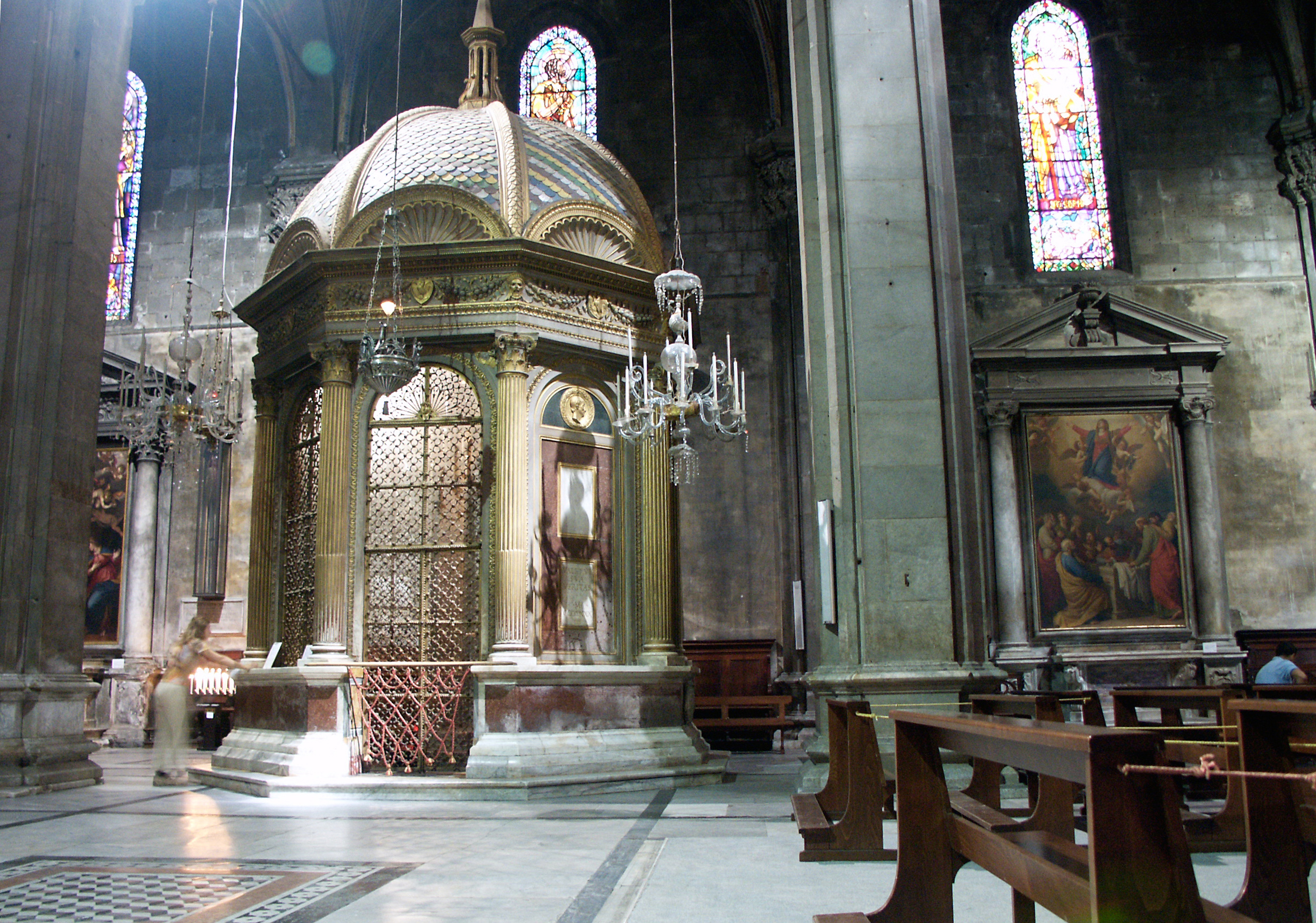
Le tempietto.

Le tempietto, kiosque octogonal en marbre réalisé en 1484 par Matteo Civitali (it) et le Volto Santo (« saint visage »), abrite un crucifix byzantin en bois de cèdre du XIIIe siècle, qui attirait au Moyen Âge de nombreux pèlerins qui le croyaient sculpté par un disciple du Christ, saint Nicodème et sa face par un ange.

### Le tombeau d'Ilaria del Carretto
Une salle latérale abrite le tombeau d'Ilaria del Carretto, de Jacopo della Quercia, finement sculpté vers 1405. Son style évoque dans sa facture comme dans sa symbolique (le chien aux pieds, symbole de fidélité) les œuvres semblables qu'on peut trouver en France. Le monument a été transporté dans la sacristie en 1995 lors de travaux dans le transept nord.
Dans la même salle, on retrouve plusieurs œuvres, dont une Vierge à l'enfant de Domenico Ghirlandaio, La Circoncision de Jacopo Ligozzi, Le Christ mort de Filippino Lippi, Saint Martin et le mendiant de Girolamo Scaglia et le Triptyque de Francesco Anguilla.

### Autres œuvres
Réparties autour de la cathédrale, on retrouve des ouvrages de Giambologna, Fra Bartolomeo, Le Tintoret, Giovanni Battista Paggi, Alessandro Allori, etc.

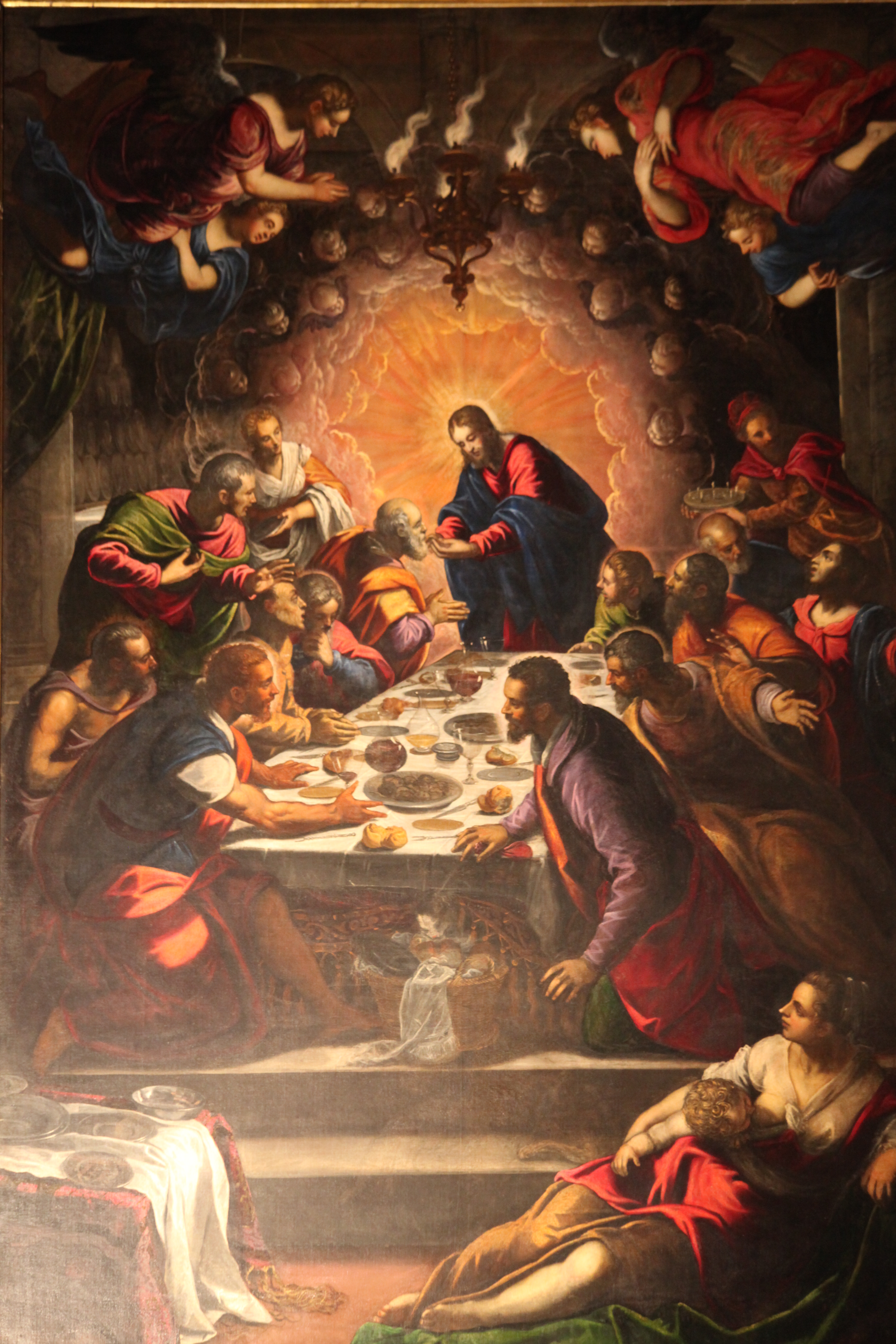
La dernière Cène, Le Tintoret.
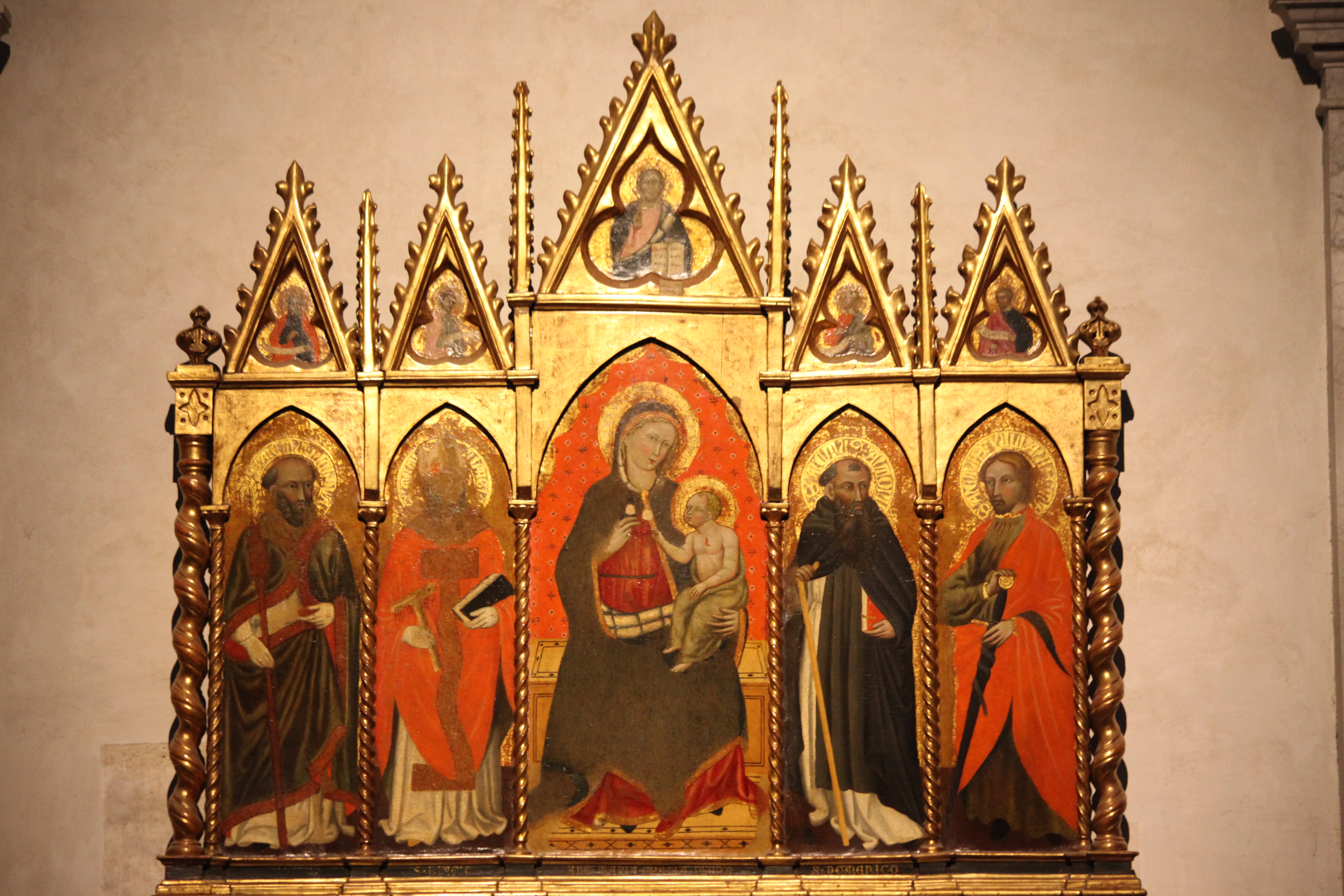
Triptyque de la Vierge à l'Enfant, Francesco Anguilla.
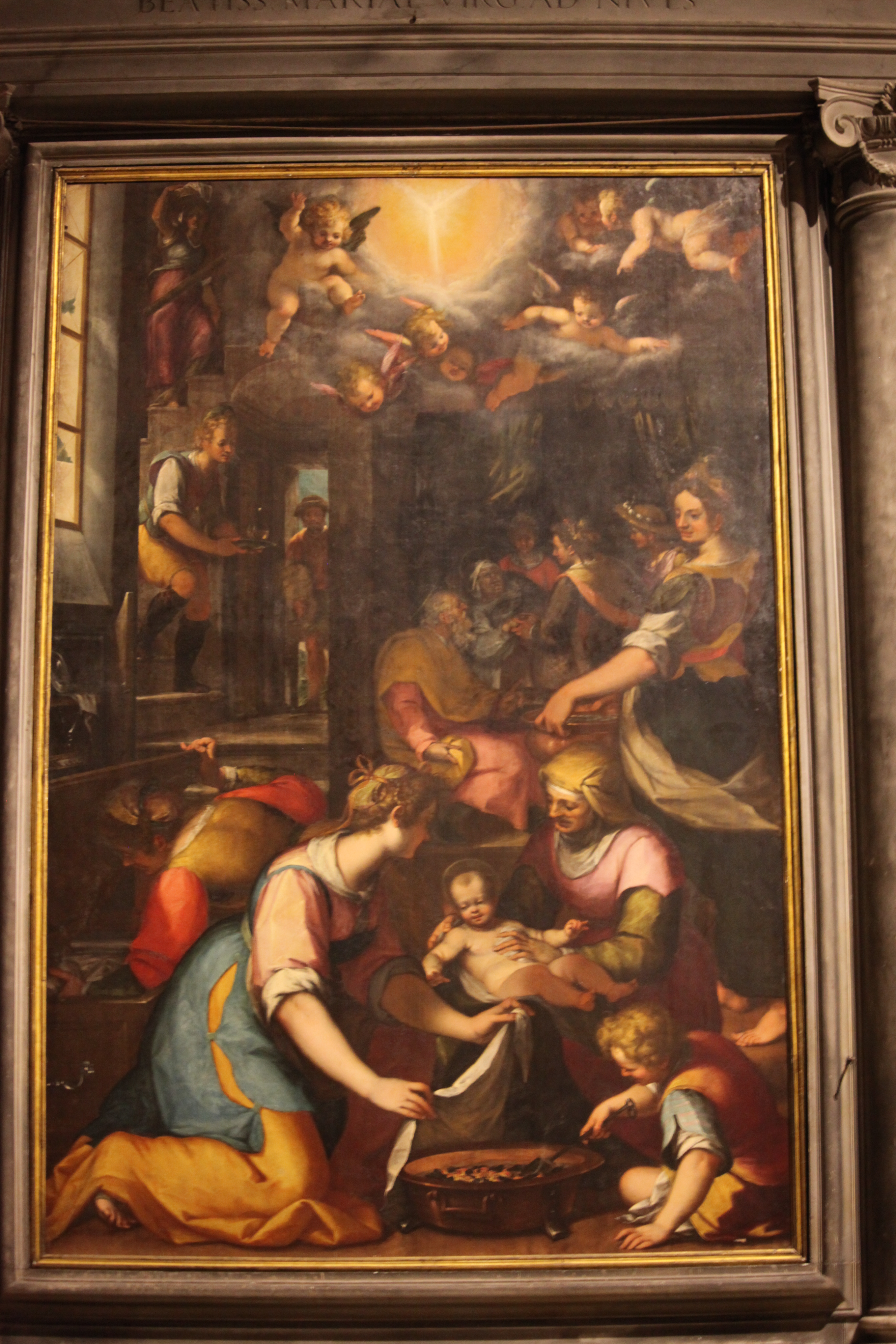
Naissance de la Vierge, Giovanni Battista Paggi.
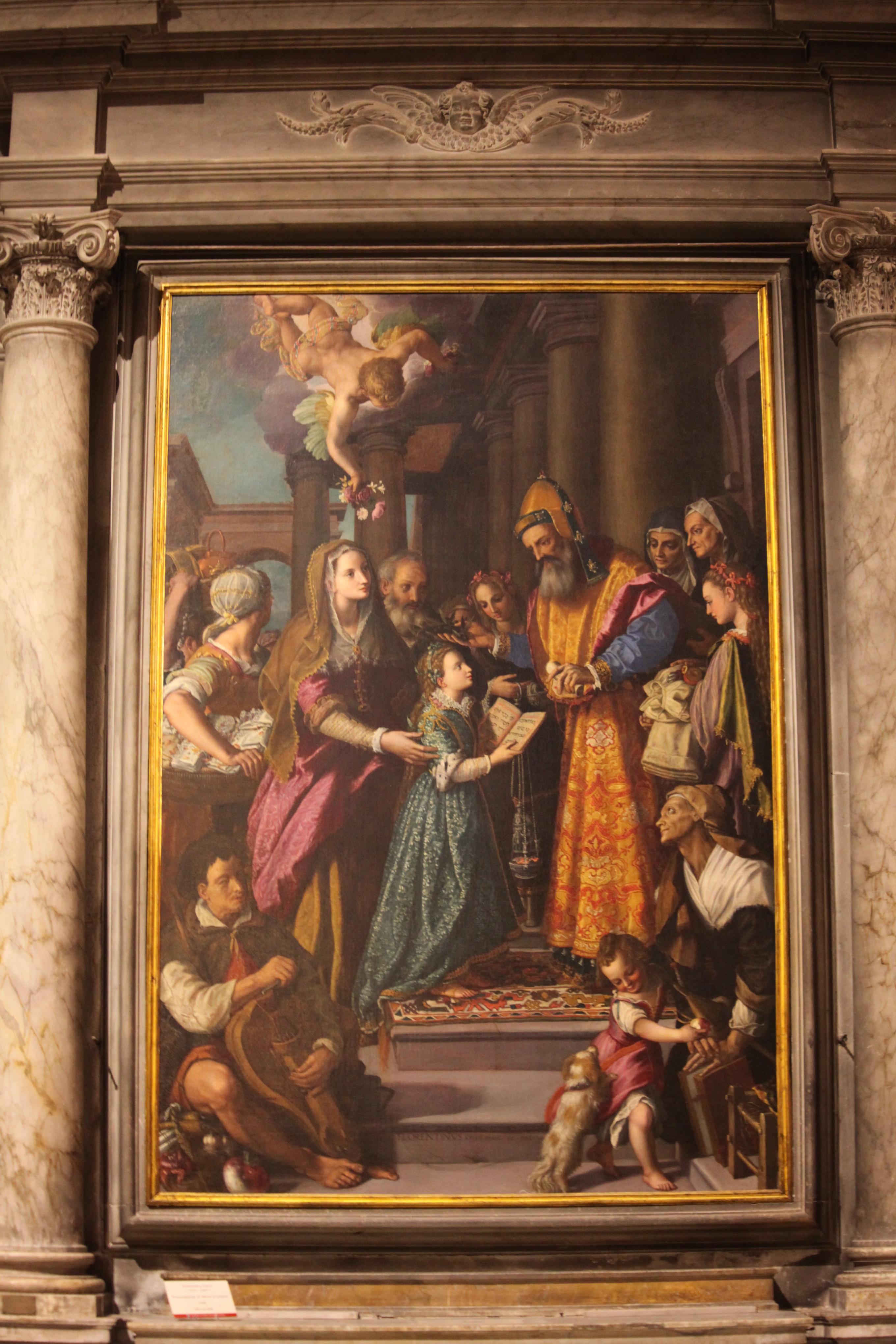
Présentation de Marie au temple, Alessandro Allori.
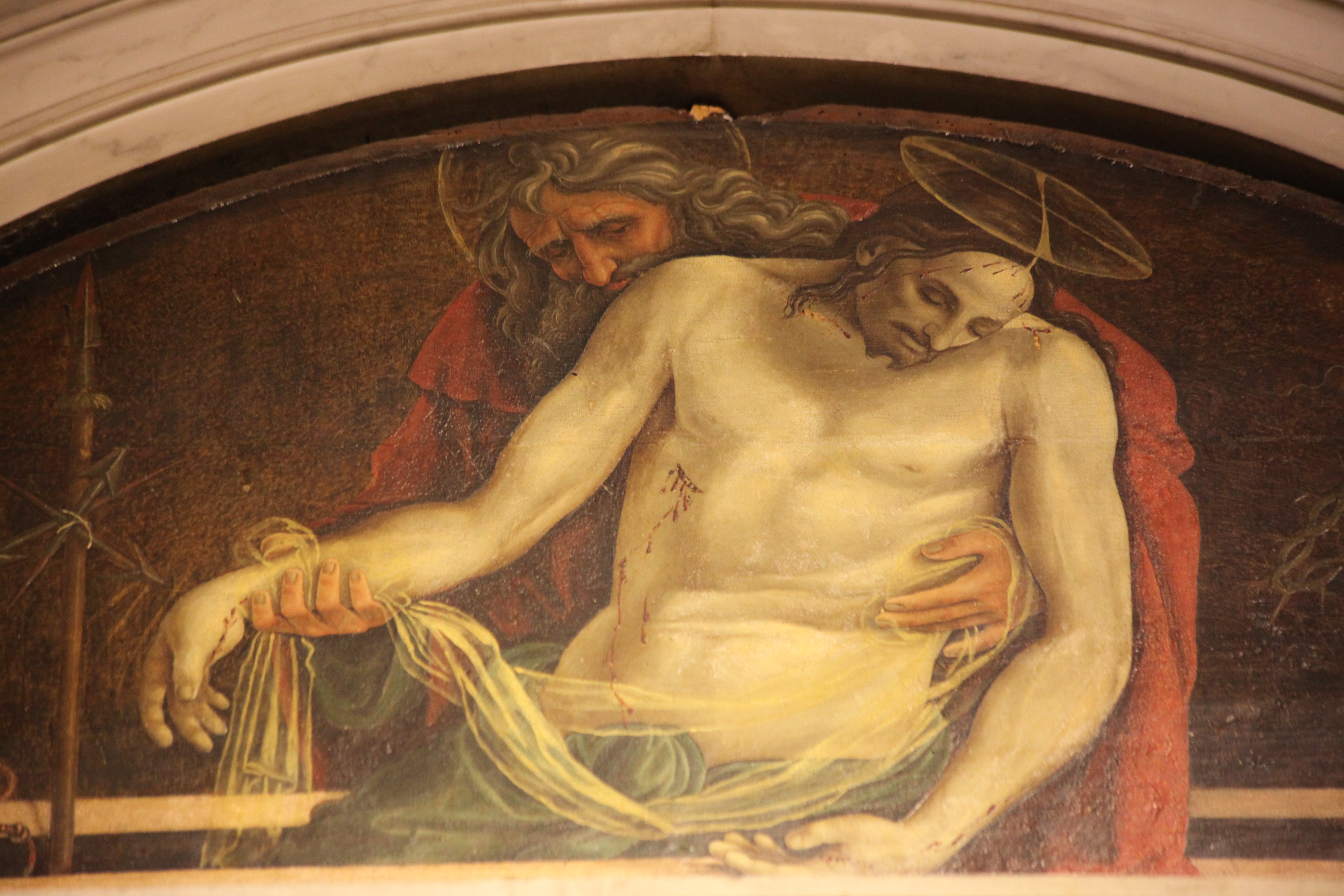
Le Christ mort, Filippino Lippi.
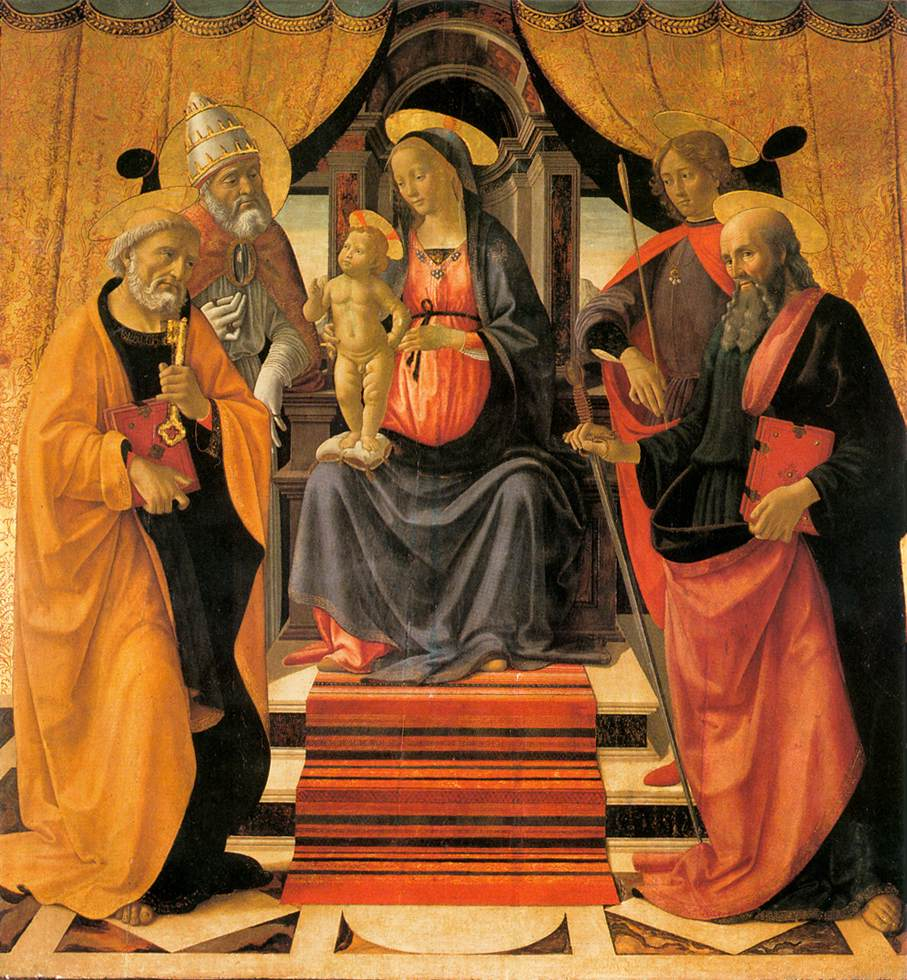
Vierge à l'Enfant, Domenico Ghirlandaio.
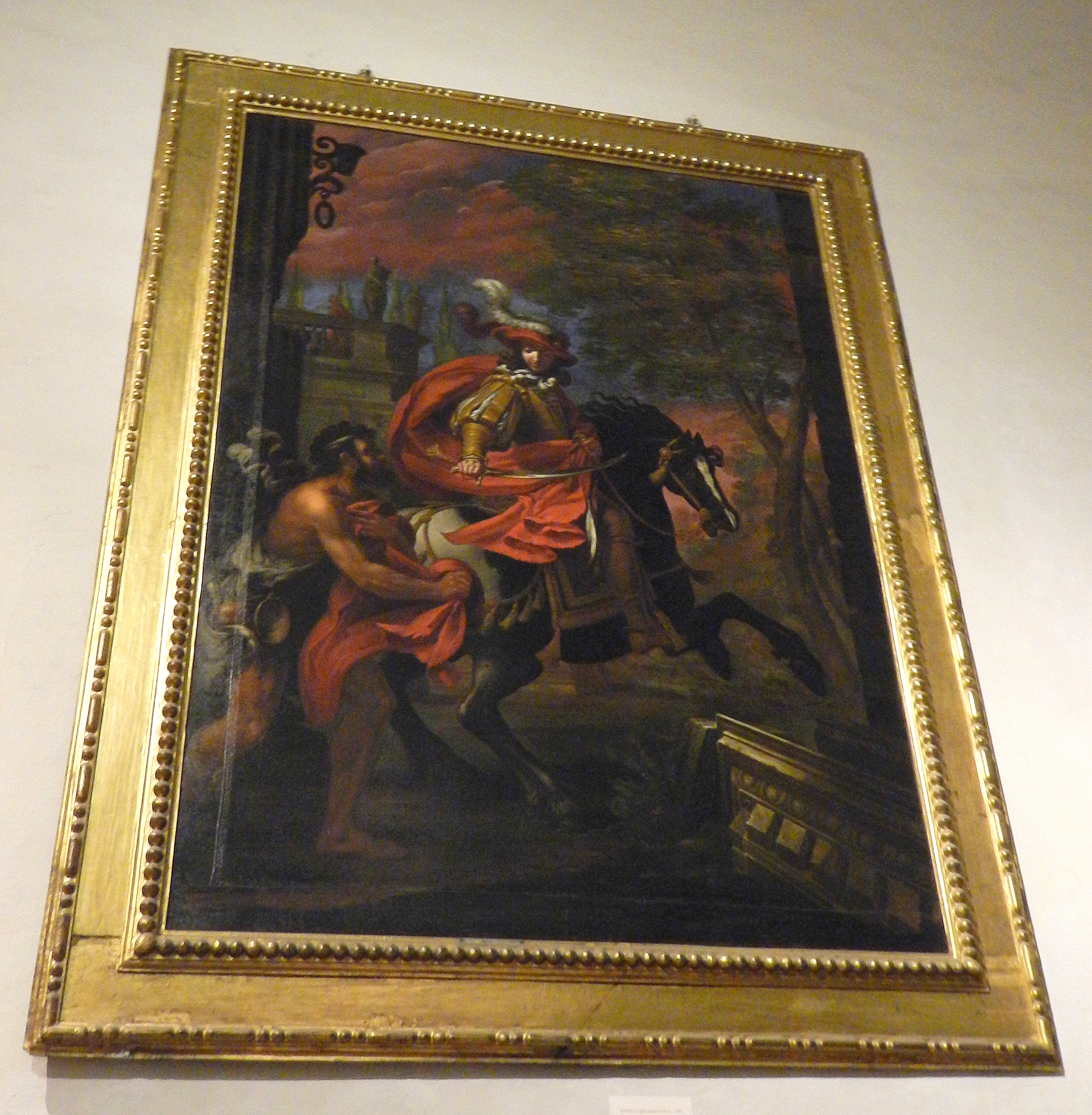
Saint Martin et le mendiant, Girolamo Scaglia.
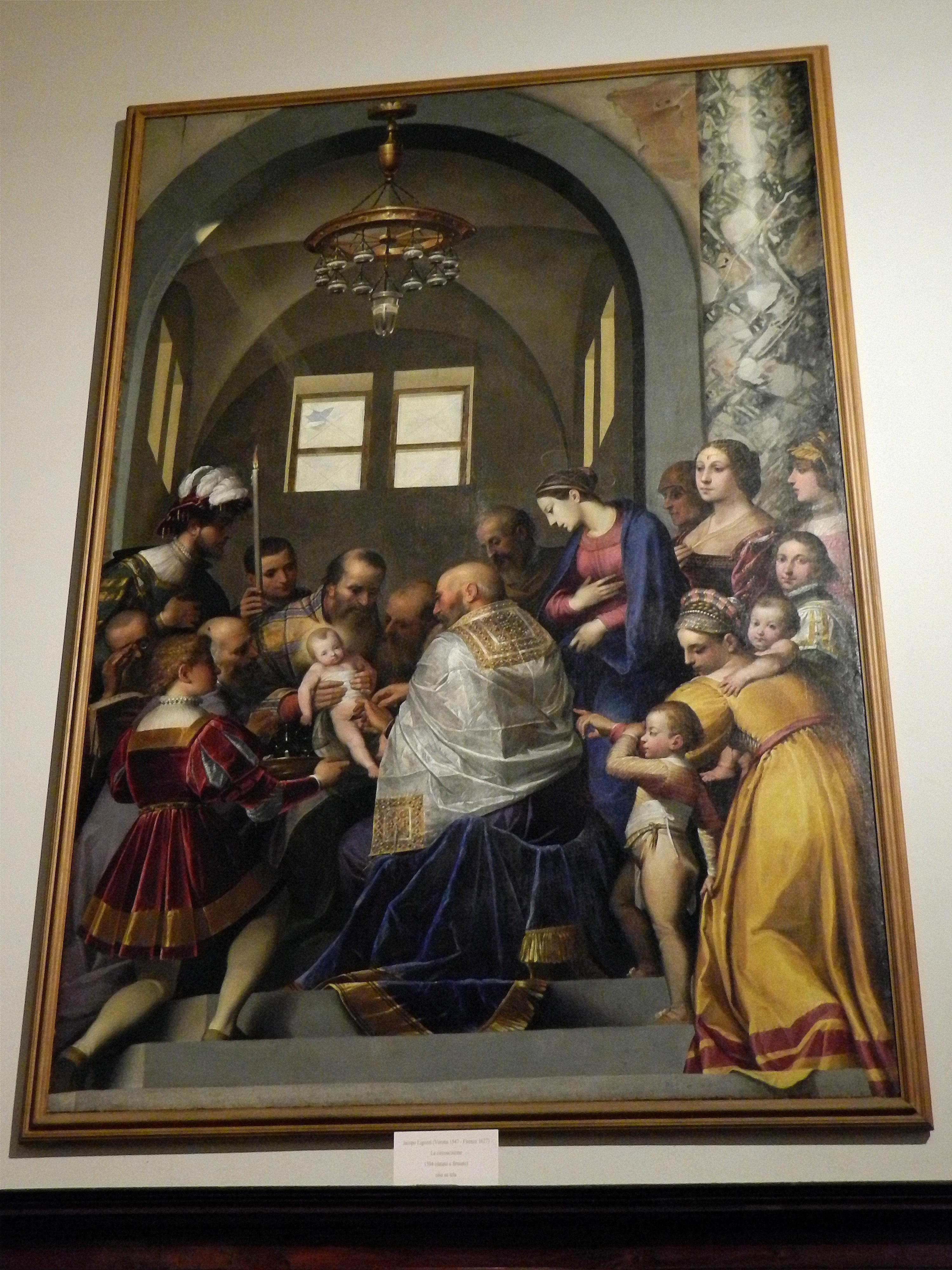
La Circoncision, Jacopo Ligozzi.
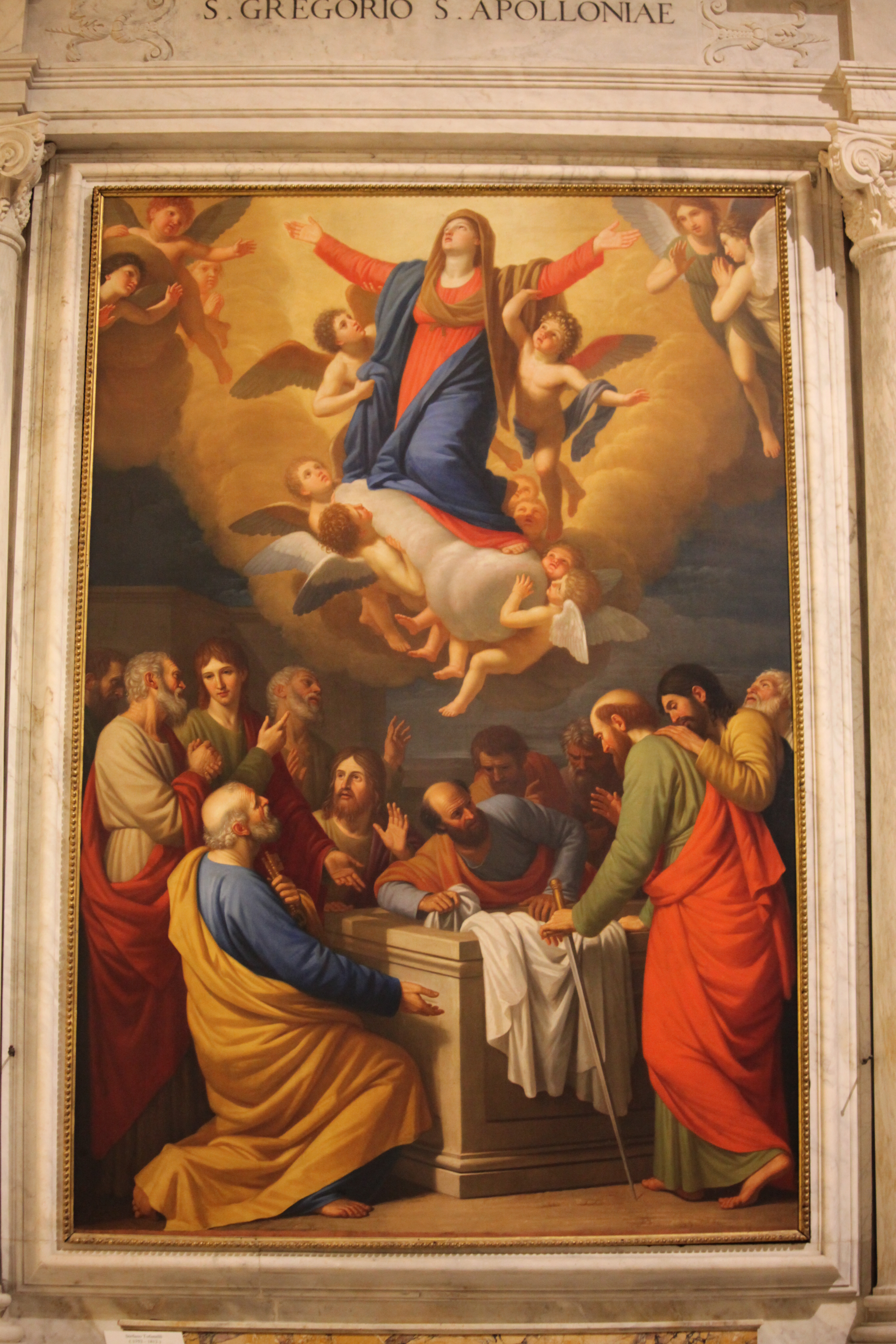
L'Annonciation, Stefano Tofanelli.
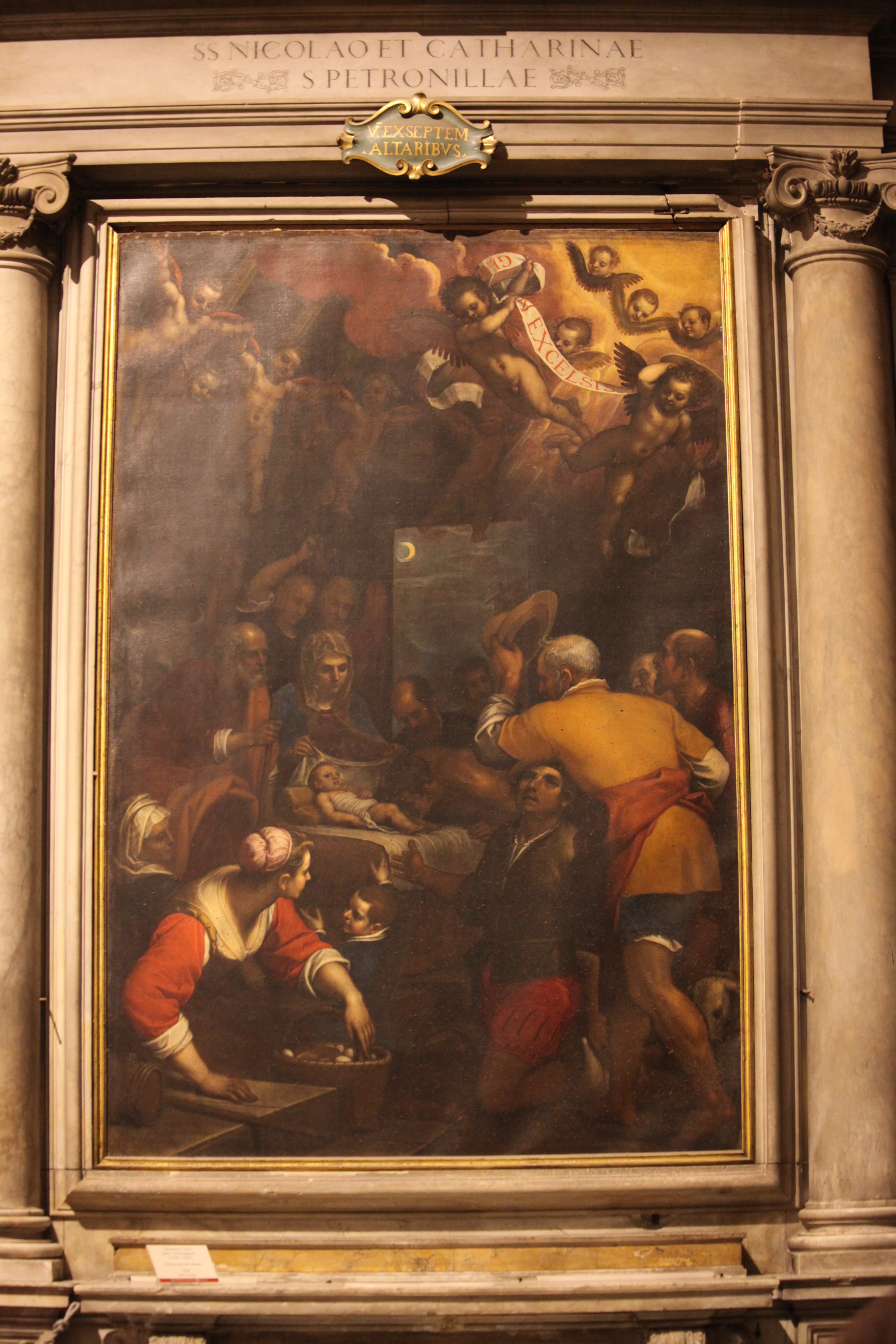
Adoration des bergers, Domenico Cresti.
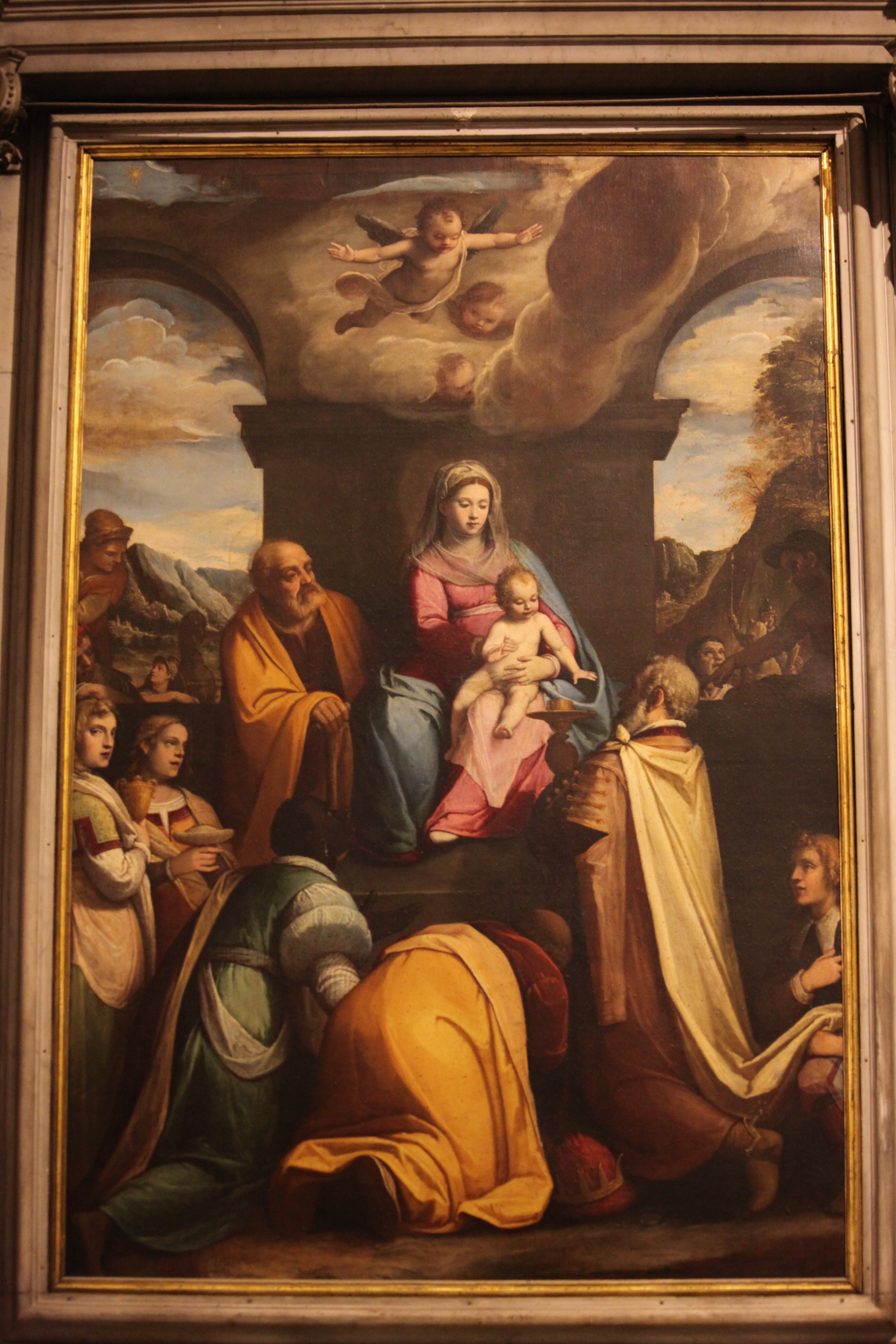
Adoration des mages, Federico Zuccari.
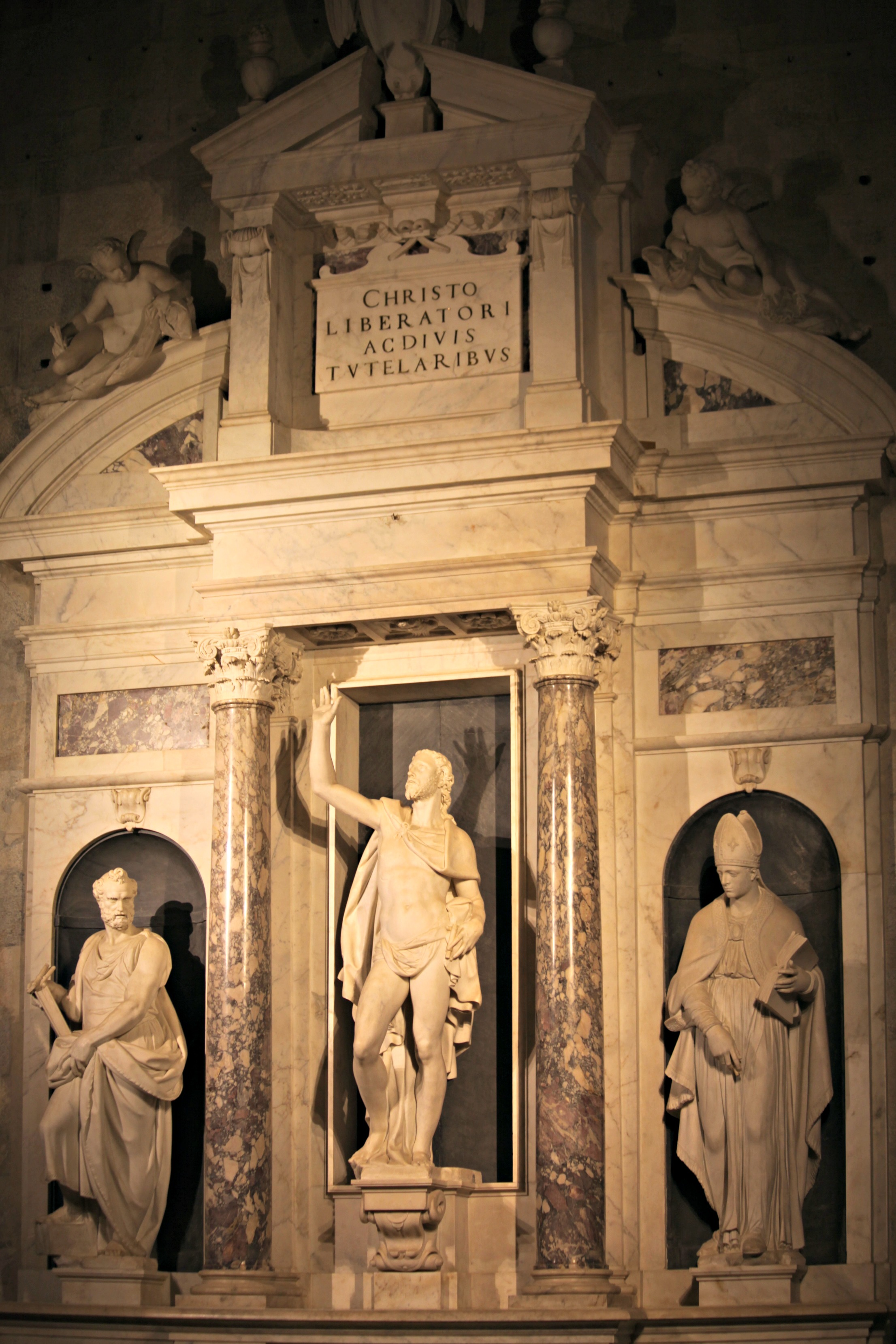
Giambologna.
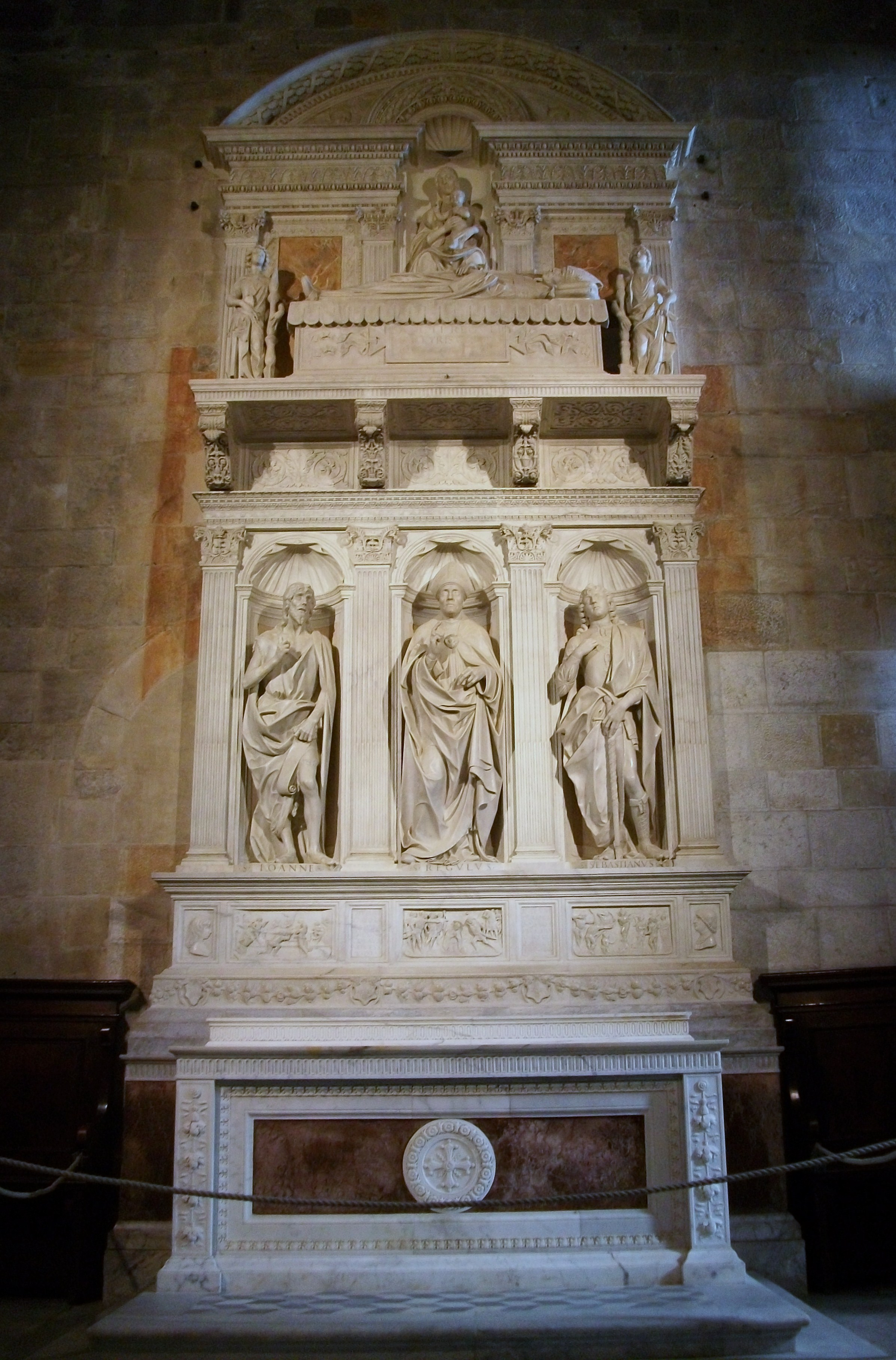
Matteo Civitali.

## Musée associé
À côté de la cathédrale, dans l'ancien archevêché du XIVe siècle, un musée abrite des œuvres religieuses provenant de la cathédrale : vêtements ecclésiastiques, statuaire, antiphonaires, orfèvrerie, peintures de primitifs italiens, crosse de l'archevêque encore utilisée de nos jours pour des processions, ornements pour le Volto Santo.

## Source
- (it) Cet article est partiellement ou en totalité issu de l’article de Wikipédia en italien intitulé « Duomo di Lucca » (voir la liste des auteurs).

### Articles liés
- Église San Michele in Foro
- Liste des cathédrales d'Italie